# Ara macao
El guacamayo escarlata, guacamayo macao o guacamayo bandera (Ara macao) es una especie de ave psitaciforme perteneciente a la familia de los psitácidos y ave nacional de la República de Honduras. Además, es una de las nueve especies existentes del género Ara, del cual es una de las de mayor tamaño, pues llega a alcanzar 90,7 cm de longitud y 1 kg de peso. Se distingue por su plumaje de colores vivos, que es principalmente rojo escarlata, complementado con algunas plumas azules y amarillas con verde que inician desde las alas hasta su cola. 
Habita a lo largo de un amplio rango de distribución que abarca desde el sureste de México hasta las selvas pedemontanas del departamento de Cochabamba en el centro de Bolivia, en bosques húmedos tropicales cercanos a grandes corrientes de agua, a altitudes que van desde el nivel del mar hasta los 1000 m s. n. m. Se reconocen dos subespecies: A. m. macao (guacamayo rojo sudamericano) y A. m. cyanoptera (guacamayo rojo centroamericano o lapa roja).
Es una especie de hábitos diurnos y muy social, que puede llegar a formar bandadas de varias decenas de miembros, los cuales se reúnen para buscar alimento, acicalarse, protegerse mutuamente y dormir juntos. Los miembros dominantes del grupo suelen ser los machos adultos en edad de reproducción. Se comunican principalmente a través de la vocalización, con graznidos fuertes y graves. Es una especie endogámica que empieza a reproducirse a los cuatro años de edad, poniendo entre uno y cuatro huevos cada temporada de reproducción, la cual abarca de noviembre a mayo. Su dieta se compone predominantemente de semillas, aunque también consume frutas, néctar, insectos o las flores, las hojas y el tallo de ciertas plantas. Además, la complementan con minerales que contrarrestan algunas toxinas presentes en sus alimentos, que para ellos son difíciles de digerir y para los humanos llegan a ser tóxicas.
En algunas regiones su supervivencia está amenazada, considerando su gran rango de distribución, la Lista Roja de la UICN (Unión Internacional para la Conservación de la Naturaleza) la clasifica según su estado de conservación como especie bajo preocupación menor. Por otro lado, la especie está listada en el Apéndice I del Convenio sobre el Comercio Internacional de Especies Amenazadas de Fauna y Flora Silvestre (CITES). Muchos países también cuentan con leyes y organizaciones propias que protegen esta especie, y que buscan revertir su desaparición en muchas regiones de su área de distribución original a causa del ser humano, a través de re-introducciones con ejemplares criados en cautividad.
Su relación con el ser humano es tan añeja como el surgimiento de las primeras civilizaciones precolombinas. Las civilizaciones maya y azteca la vinculaban fuertemente con la religión, al relacionarla con las deidades del fuego y el sol. Esto lo plasmaron en numerosos elementos artísticos como estelas, piezas de cerámica y murales, además de que sus plumas eran muy apreciadas para elaborar adornos y producir obras de arte plumario. En épocas más recientes, el interés en esta ave ha crecido para tenerla en cautiverio, por lo que ha llegado a ser una de las aves más comunes en el mundo para este propósito. Se le aprecia como mascota o para su exhibición en zoológicos y parques de entretenimiento. Esta popularidad ha surgido por su atractivo plumaje y por su capacidad para aprender trucos e imitar palabras, dado que es un ave muy inteligente. Como símbolo cultural, fue elegida por la República de Honduras como su ave nacional, y también como la mascota de la Copa América 2007 celebrada ese año en Venezuela.

## Nombre común
En razón de su extensa área de distribución natural, esta especie es denominada comúnmente de diferentes maneras. En orden alfabético, los nombre más habituales son los siguientes:
- Arará, en Colombia.[6]
- Guacamaya bandera,[7] en Colombia y Venezuela,[8] también en Panamá y Perú.[6]
- Guacamayo bandera, en Bolivia.[9]
- Guacamayo escarlata, en el Perú,[10] y en Ecuador.[8]
- Guacamayo macao.[3]
- Guacamayo real, en Colombia.[8]
- Guacamayo rojo.[7]
- Guacamayo Yendri.[7]
- Guara roja,[7] en Honduras.[6]
- Lapa colorada.[7]
- Lapa roja.[7]
- Papagayo rojo.[7][11]
- Paraba bandera, en Bolivia.[12]
- Paraba colorada, en Bolivia.[13]
- Paraba rosada, en Bolivia.[8][9]
- Paraba roja, en Bolivia;[13][14]
- Paraba roja ala amarilla, en Bolivia;[15]
- Paraba tricolor, en Bolivia.[16]
- Paraba siete colores, en Bolivia.[6][8][17]

## Taxonomía
Esta ave se clasifica dentro del orden de los psitaciformes, el de los llamados «loros», que se caracterizan por tener picos fuertes que están adaptados para alimentarse de semillas duras, además de patas zigodáctilas diseñadas para trepar árboles y sujetarse mejor a ellos, así como plumaje colorido y lenguas carnosas. Dentro de dicho orden, pertenece a la familia de los psitácidas o «loros verdaderos», cuyos miembros se distinguen por sus picos curvados y su gran capacidad craneal, lo que les dota de una inteligencia superior a la de otras aves. La familia a su vez se subdivide en ocho tribus, de las cuales la del guacamayo rojo es la Arini, que incluye a las especies del Nuevo Mundo.
Fue descrita originalmente por Carlos Linneo en 1758 con el nombre científico de Psittacus macao, aunque posteriormente cambiaría a Ara macao. Este nombre proviene de las lenguas tupíes de Brasil, donde el vocablo Ara significa ‘fuerte’ y macao significa precisamente ‘guacamaya’. Vulgarmente se le conoce como guacamaya roja, aunque también con muchos otros nombres, dependiendo del idioma y la región. Por ejemplo, en la lengua maya recibe los nombres de oop, x-op, ah-k'ota y moo (este último particularmente en quekchí), en quiché caquix y en tzeltal xcchc pan o xoua can mut. En náhuatl se le llama alo. Algunos nombres comunes en español con los que se le denomina en América Latina, y particularmente en Sudamérica, son paraba siete colores, arará, guacamaya bandera, guacamaya escarlata y guacamayo rojo y amarillo. En Centroamérica se le llama lapa roja o guara roja. Mientras tanto, en ñe'engatú, la llamada «lengua general de la Amazonia», se le conoce como arara.
Tiene reconocidas dos subespecies:
- Ara macao macao, cuya distribución abarca desde Costa Rica hasta Brasil y Bolivia.[28] Se caracteriza por tener una banda verde en la parte media de las alas, entre la parte amarilla y la azul, que no está presente en la otra subespecie. Además, en promedio es de menor longitud.[29]
- Ara macao cyanoptera, que habita en la zona de Mesoamérica entre México y Honduras; fue descrita por Wiedenfeld en 1995, momento en el que se delimitó la existencia de las dos subespecies. A diferencia de la otra subespecie, no cuenta con la banda verde de plumas en la parte media de sus alas.[29]

### Historia evolutiva
Los primeros organismos de la familia Psittacidae aparecieron en el Eoceno tardío, entre 40 y 36 millones de años atrás, y comenzaron a diversificarse y esparcirse a lo largo del globo terrestre hace aproximadamente 20 millones de años. En realidad se han hallado pocos fósiles de psitaciformes tanto en el continente americano como en las islas del mar Caribe, y los fósiles de guacamayas son particularmente escasos. Basándose en esta evidencia, se presume que el grupo de los loros es un taxón muy antiguo, aunque la falta de fósiles hace que sea muy difícil estudiar su filogenia.
A través del análisis del material genético de varios especímenes, se ha podido determinar que la expansión demográfica de esta especie sucedió en el Pleistoceno, entre 52 000 y 36 000 años atrás. Por el mismo método se determinó que el aislamiento producido por la gran fragmentación que ha sufrido su hábitat en México y Centroamérica, las poblaciones de la subespecie A. m. cyanoptera han desarrollado variaciones genéticas notorias, debido a la endogamia." Sin embargo, estas variaciones son relativamente recientes, ya que también lo es la fragmentación del hábitat causada por el ser humano, pero la variabilidad genética de la subespecie no ha sufrido cambios irreversibles.

### Híbridos
| Ara ararauna     | Catalina           |
| Ara chloropterus | Guacamayo Rubí     |
| Ara militaris    | Shamrock           |
| Ara ambiguus     | Verde              |
| Ara severa       | Guacamayo de Voren |
| Catalina         | Camelot            |
| Camelot          | Capri              |
| Fuente:          |                    |

El guacamayo rojo es capaz de producir descendientes con especies distintas a la suya. Es lo que se conoce como híbridos. Aquellos que produce con otras especies del género Ara son fértiles, por lo que también pueden reproducirse y generar nuevos híbridos. De igual forma puede cruzarse con miembros del género Anodorhynchus, pero en este caso la descendencia es infértil. En la tabla adjunta se muestran algunos de los cruces posibles donde interviene esta especie.

## Morfología
Es un ave grande, cuyo peso ronda los 1000 g y su longitud total los 90 cm. Esto la coloca como la tercera de mayor tamaño entre las dieciséis especies de su género. Gran parte de su longitud se la debe a su cola, que llega a medir 53 cm de media; es decir, es más larga que el cuerpo. Las alas, por su parte, alcanzan una longitud promedio de 41 cm. Tiene un esqueleto fuerte pero ligero, ideal para el vuelo, pues la mayoría de sus huesos son huecos y flexibles. Su cráneo es reducido, y los huesos que lo componen son frágiles. Su esternón es muy delgado y ligero, con una quilla profunda que aporta rigidez y amplio soporte para los músculos del vuelo. Además de esto, cuenta con unos sacos aéreos que se extienden por casi todo el cuerpo y le permiten aprovechar mejor el aire que respira, lo que le ayuda a regular su temperatura, a falta de glándulas sudoríparas.
Sus alas son gruesas y romas en los bordes delanteros, mientras que en los posteriores se vuelven más afiladas. Van de planas a ligeramente cóncavas en la parte inferior. Al aletear las mueve en un semicírculo hacia el frente, entreabriendo las remeras primarias para que el aire se deslice entre ellas y poder volar con facilidad. Su plumaje es vistoso y colorido, predominantemente rojo escarlata en la cabeza, cuello, espalda, garganta, vientre, costados y muslos, así como en las partes superiores de las alas y la cola. Estas plumas se ven de un tono rojo más brillante, casi anaranjado, si se exponen directamente a la luz del sol. Las plumas coberteras mayores y medias de las alas son amarillas, aunque las puntas de estas plumas son verdes en la subespecie A. m. macao y azules en A. m. cyanoptera. Las remeras, así como las coberteras inferiores del obispillo, las del dorso y tanto las de la parte superior como las de la inferior de la cola son azules. Las partes internas de la cola y de las alas son de color rojo anaranjado, más claro que el plumaje escarlata predominante.

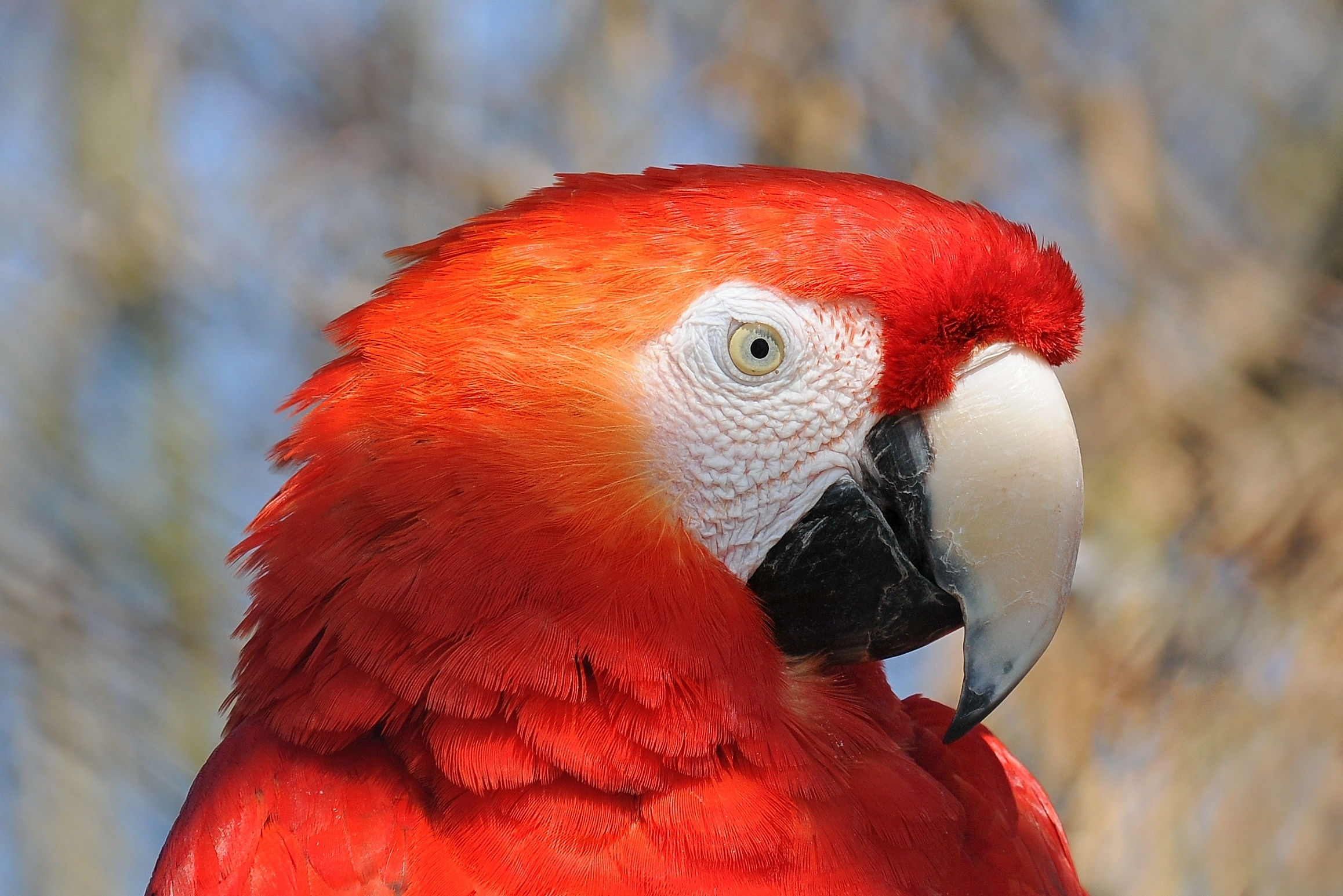
Vista de la cabeza, donde se aprecian los detalles del pico y la piel casi desnuda alrededor del ojo.

Su pico es ganchudo, suficientemente fuerte como para cortar objetos, excavar, ayudarse a trepar y defenderse, pero ligero, de forma que no afecta su vuelo. Se compone de dos partes, de las cuales la superior es la más grande y es de color hueso, a veces un poco rosado, además de que tiene unas pequeñas marcas negras a cada lado en la región donde se une con la cabeza. También es de color negro en la punta y en la base, en la cual se forma una figura triangular de dicho color. En su parte superior se encuentran sus orificios nasales, casi imperceptibles a simple vista. La parte inferior del pico, en cambio, es totalmente de color negro, al igual que su carnosa lengua. Los ojos se encuentran posicionados de forma lateral en la cabeza, y, aunque la parte expuesta de la córnea es redonda y aparentemente pequeña, el globo ocular es en realidad bastante grande, incluso más que el cerebro. Su iris es de color castaño claro en los ejemplares jóvenes, pero se vuelve amarillo al alcanzar la adultez. Alrededor de los ojos tiene una zona de piel entre blancuzca y rosada que aparentemente está desnuda, aunque en realidad está parcialmente cubierta por pequeñas plumas rojizas casi imperceptibles que forman delgadas líneas sinuosas. Sus piernas son cortas pero fuertes, pues cuenta con poderosos músculos flexores y tendones, lo que le permite ser de percha erguida. Sus patas cigodáctilas tienen cuatro dedos, dos hacia adelante y dos hacia atrás, y son de color gris oscuro.
Morfológicamente es muy similar al del guacamayo aliverde (Ara chloropterus); sin embargo, se diferencian en que el guacamayo rojo tiene manchas amarillas en sus alas, mientras que en la aliverde, como su nombre lo indica, las manchas son completamente verdes. Igualmente, en el guacamayo aliverde las líneas rojas delgadas del área alrededor de los ojos son mucho más notorias, mientras que en el guacamayo rojo son casi imperceptibles. Finalmente, en el guacamayo aliverde el tono del color rojo de su plumaje es más oscuro, mientras que en el guacamayo rojo es un tono vivo, más claro, el cual destaca en especial en la nuca y corona, donde tiende al naranja.
El guacamayo rojo es una especie que presenta un muy ligero dimorfismo sexual, pues las hembras son más pequeñas y su pico es más encorvado, grueso y corto, además de que la cola del macho es ligeramente más larga. Aun así, es difícil determinar su sexo a simple vista; la única manera fiable de conocerlo es a través de una prueba de ADN recolectado de su sangre o sus plumas, o mediante técnicas más invasivas, como la laparoscopia y la exploración cloacal.

## Hábitat

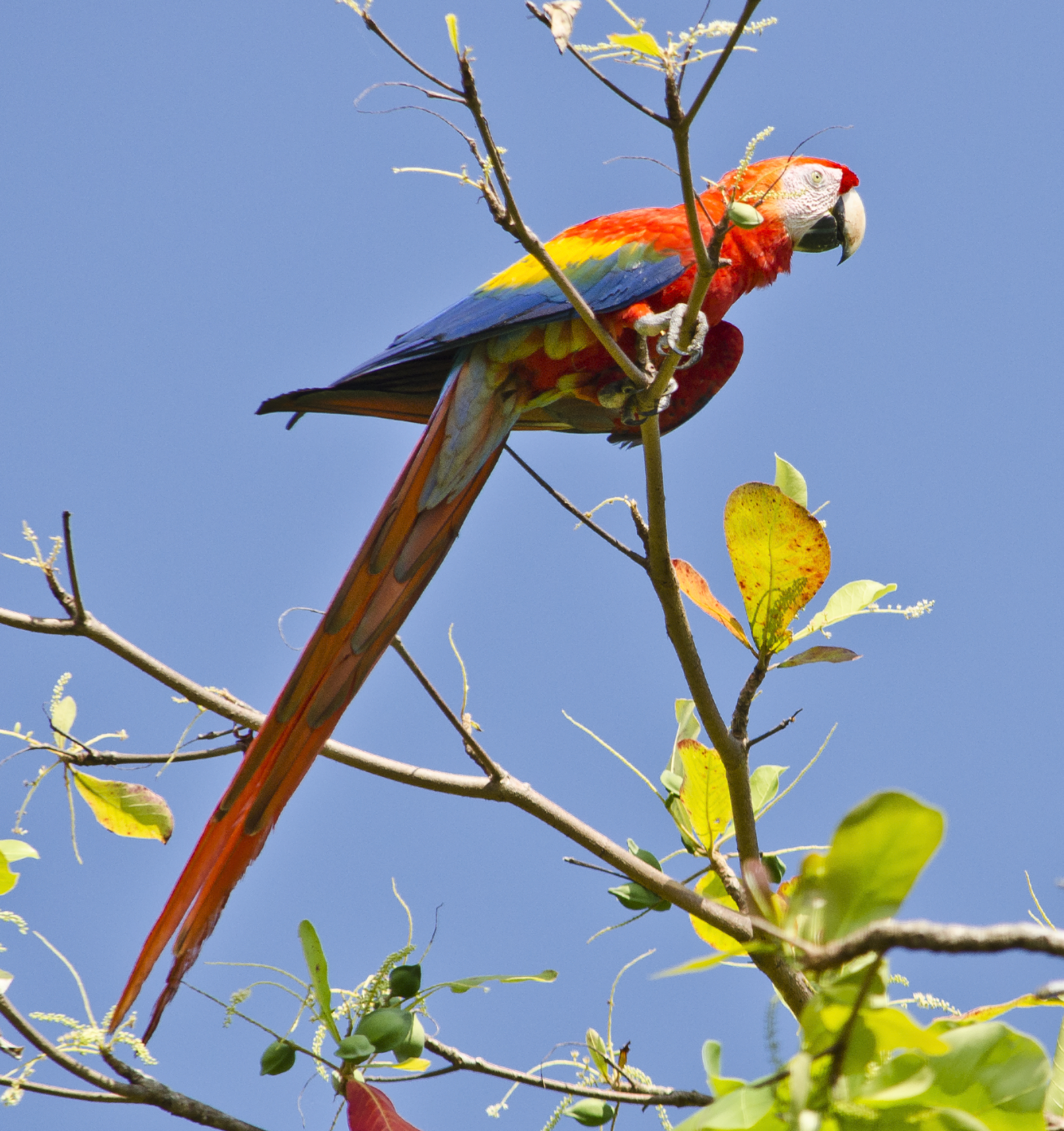
Debido a que realiza vuelos constantemente, es una especie que frecuenta las copas de los árboles.

Habita en selvas medianas subcaducifolias, selvas altas subperennifolias, selvas tropicales de tierras bajas, bosques abiertos, llanuras húmedas y sabanas, tanto en las zonas montañosas como en aquellas cercanas a las costas de los océanos Pacífico y Atlántico. Igualmente, habita en porciones remotas de bosque húmedo y bosque en galería, y busca preferentemente los climas tórridos, calientes y húmedos con temporada corta de secas, además de desplazarse según las estaciones debido a la disponibilidad de alimentos. Generalmente se mantiene entre el nivel del mar y los 500 m s. n. m., aunque extraordinariamente pueden llegar hasta los 1000 m s. n. m. En todo caso frecuenta el dosel arbóreo, que es la parte más alta de la selva y por lo tanto la más iluminada. Ahí acostumbra perchar, alimentarse y establecer dormideros comunales, además de que permanecer en las copas de los árboles más altos le facilita realizar los grandes vuelos que le caracterizan.  Las guacamayas rojas suelen realizar estas actividades en grupos, pues viven normalmente en parejas o conjuntos familiares de 3 a 4 ejemplares, aunque pueden llegar a formar colonias de entre 25 y 50 individuos. Se mantienen por lo general cerca de los grandes ríos tropicales, en áreas con precipitaciones anuales de unos 3000 mm en el hemisferio sur y 1500 mm en el norte, ya que requieren de extensas zonas que permanezcan verdes todo el año para cubrir sus necesidades alimenticias.

### Área de distribución
El área de distribución de esta especie abarca desde la región de la Huasteca, en México hasta el norte del estado de Mato Grosso, en Brasil y el departamento de Cochabamba en el centro de Bolivia; lo que incluye América Central y la región de la Amazonia. A pesar de su amplio rango de distribución, las áreas donde habita están bastante truncadas, y muchas de las poblaciones se encuentran aisladas.

#### México y Centroamérica

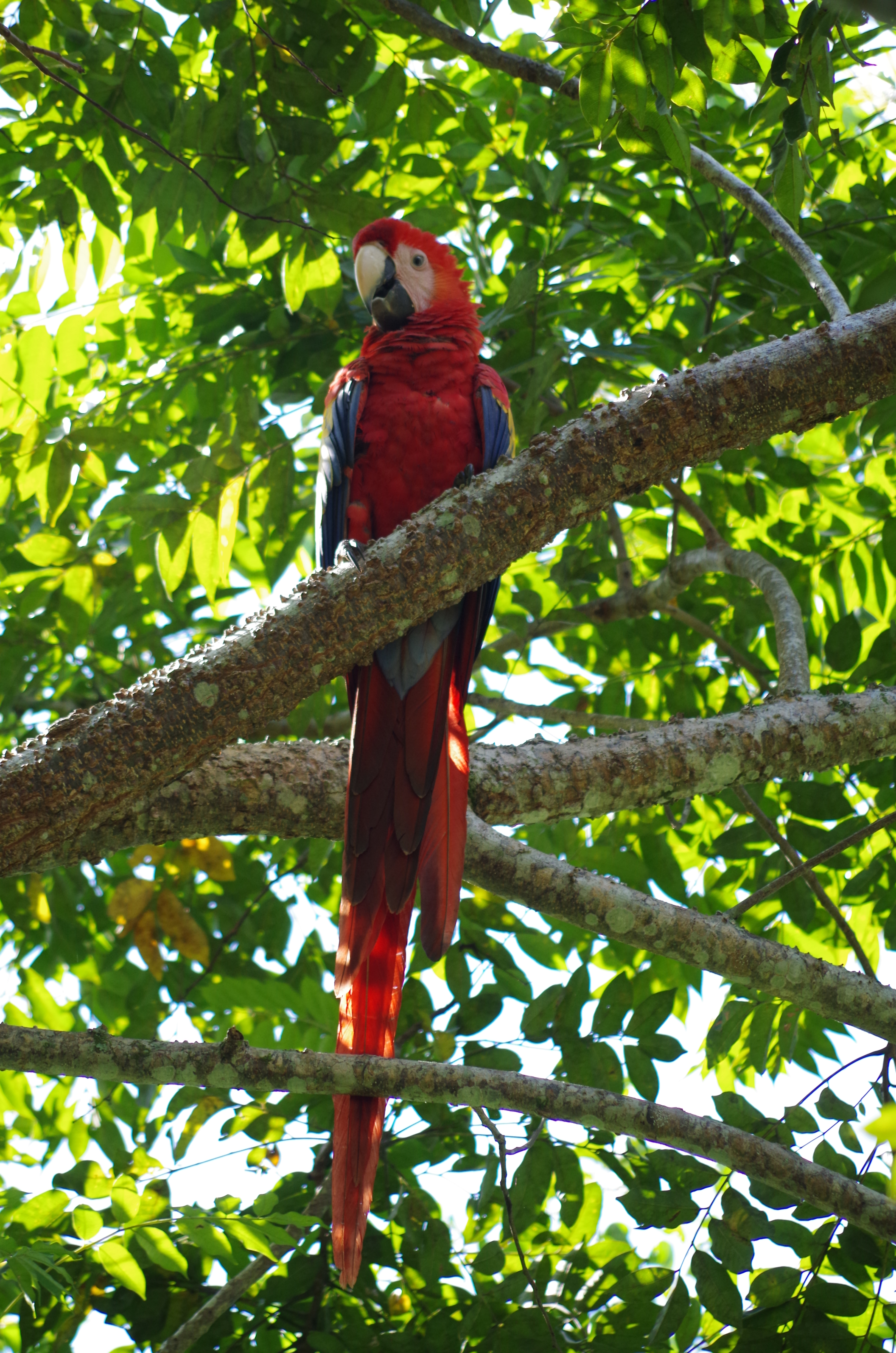
Guacamaya roja en la Selva Lacandona

Históricamente, su distribución en México abarcaba la zona tropical húmeda de la vertiente costera del Golfo de México, en el sur del estado de Tamaulipas, en gran parte del estado de Veracruz, al este de Oaxaca, en el norte y este de Chiapas, en Tabasco y en el sur de Campeche; así como en las selvas subhúmedas del Pacífico en el Istmo de Tehuantepec, en Oaxaca y Chiapas. A partir del siglo XIX, su área de distribución ha ido disminuyendo, hasta restringirse a dos poblaciones remanentes aisladas, una en la selva Lacandona, en Chiapas, y la otra en la selva de los Chimalapas, en Oaxaca. Esta reducción se debió principalmente a la destrucción de su hábitat y al comercio ilegal de la especie. En México hay importantes esfuerzos para reintroducir esta especie carismática en los ambientes que ocupó, como recientemente se ha hecho en la zona de Palenque en el estado de Chiapas, y en la Sierra de los Tuxtlas en el estado de Veracruz.
Su distribución en Centroamérica está más bien fragmentada. Dentro de Guatemala habitaba anteriormente a ambos lados de la Sierra Madre, pero ahora se restringe principalmente al departamento del Petén, cerca del río Usumacinta, y al parque nacional Laguna del Tigre, la sierra del Lacandón, el corredor biológico Paso de la Danta y la parte occidental de la Reserva de la biosfera maya. Por otro lado, en El Salvador habita en ciertas áreas naturales protegidas. En Belice habita al suroeste del país, en los montes Maya centrales, en los ríos Macal y Raspaculo, el parque nacional Chiquibul y la reserva forestal Mountain Pine Ridge. En cuanto a su existencia en Honduras, se piensa que pudo llegar a abarcar hasta un 60 % del territorio hasta finales del siglo XIX, pero, a partir de la segunda mitad del siglo XX, se confirmó que su distribución se restringía principalmente a la región del mar Caribe, en el departamento de Colón y la Mosquitia hondureña. En esta zona destacan, por ejemplo, la Reserva de la biosfera de Río Plátano, la Reserva de la biosfera Tawahka y el parque nacional Patuca. En Nicaragua se extendía originalmente tanto en la región del Atlántico como en la del Pacífico, así como en la Central y cerca de los lagos Nicaragua y Xolotlán, pero su población empezó a declinar en el siglo XX y ahora se reduce principalmente a lugares como la Reserva de Bosawás, la península de Chiltepe y las cuencas de algunos ríos, como el Indio y el Maíz (la Reserva biológica Indio Maíz), además del San Juan. Dichos ríos son parte fundamental del corredor biológico El Castillo-San Juan-La Selva, el cual es binacional (entre Nicaragua y Costa Rica), y que es trascendental para la conservación de esta y otras especies amenazadas. Por su parte, en Costa Rica el guacamayo rojo era común tanto en la región del Pacífico como en la del Caribe hasta el siglo pasado, pero ahora casi no existe del lado del Caribe, y sus principales poblaciones persisten en los parques nacionales Corcovado y Carara, así como en el Área de conservación Guanacaste. También cuenta con poblaciones aisladas en el parque nacional Palo Verde y el Parque internacional La Amistad. En Panamá también enfrenta graves problemas por la desaparición de su hábitat y el tráfico ilegal, pero una población considerable de esta especie aún sobrevive en el parque nacional Coiba. También se le encuentra en la península de Azuero.

#### Sudamérica y el Caribe

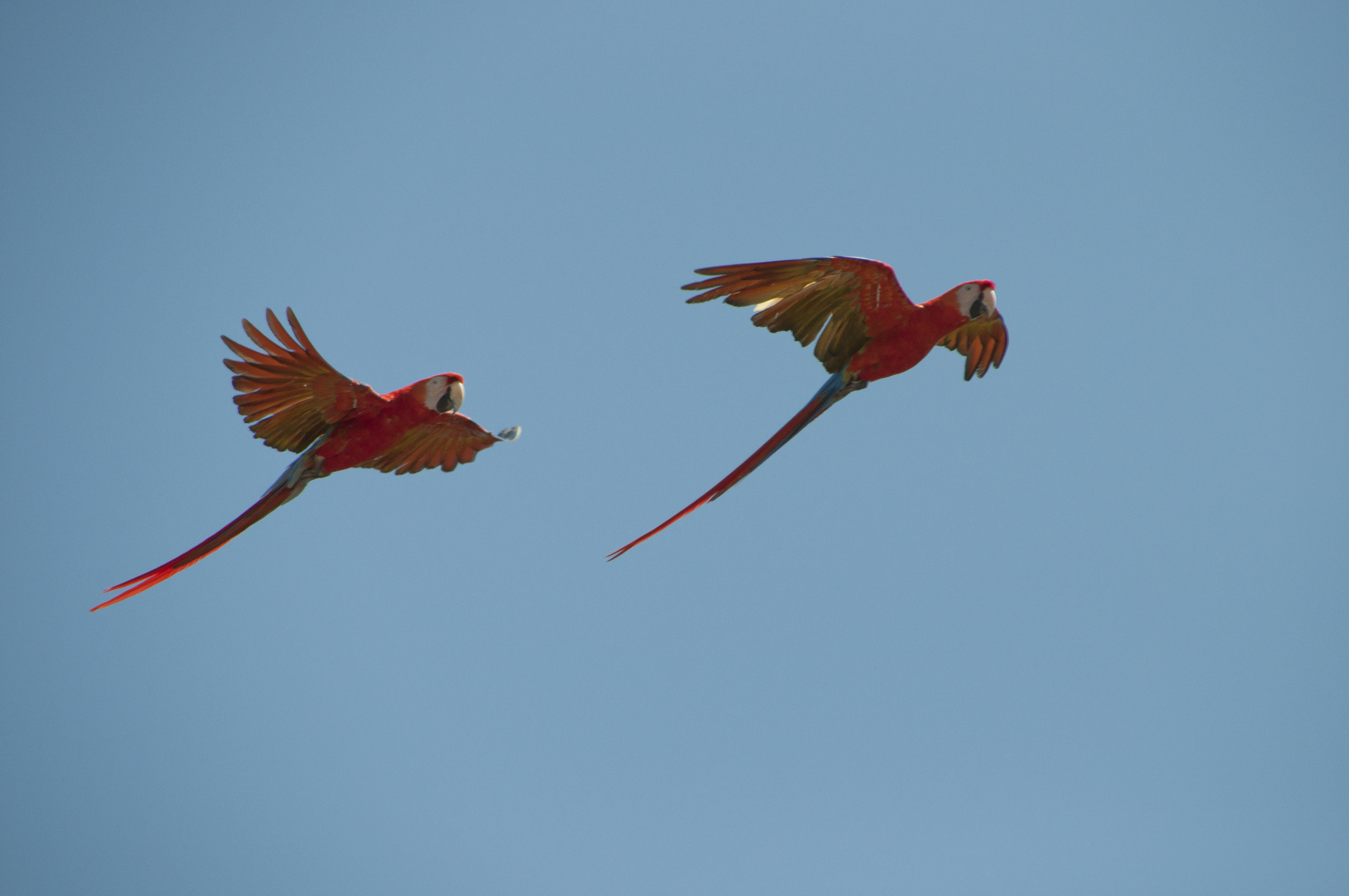
Pareja en vuelo.

En Bolivia habita en los departamentos de Beni, Cochabamba, La Paz, Pando y Santa Cruz. En Colombia, por su parte, vive en los valles bajos de los ríos Cauca y Magdalena, y las regiones de la Orinoquía y la Amazonia, por ejemplo, en la sierra de Chiribiquete. En Venezuela se distribuye en los estados de Bolívar y Monagas, en la reserva forestal del río Caura. En Brasil, a pesar de no haber información sobre su población estimada o rango de distribución preciso, se sabe que habita en grandes números a lo largo de la Amazonia. Por otro lado, en Surinam se le puede encontrar en los bosques cercanos a los ríos Cottica, Morico, Wayambo, Kuruni, Kabalebo y Maroni, en el occidente del país, y en el Tafelberg, en el centro. En Ecuador está presente en la región amazónica, cerca de la laguna de Yuturi y el río Napo. En Perú también habita en la región amazónica, al este de los Andes, en las cuencas de los ríos Tambopata y Manu. Finalmente, en Trinidad y Tobago se ha visto la especie en el pantano de Nariva, Waller Field y Granville. También está presente en Guyana y la Guayana Francesa, y fue introducida en Puerto Rico.

### Población
Según las estimaciones, para el año 2008 la población total de guacamayas rojas en el continente americano era menor a los 50 000 ejemplares. Sin embargo, la vasta mayoría de ellas habitan en Sudamérica, ya que se calcula que a mediados de la década de 1990 el número máximo de estas aves que habitaba en estado salvaje en toda la región de México y Centroamérica estaba entre 4000 y 5000 aves, habiendo disminuido a un estimado de 400 para el año 2012. La zona donde es más habitual es en la cuenca del Amazonas y en las Guayanas, pero se piensa que la población más grande conocida de guacamayas rojas en estado natural es la que frecuenta un grupo de cinco lamederos de arcilla de Perú. Los lamederos son numerosos a lo largo de la cuenca del Amazonas y son un buen lugar para observar a esta y otras especies de aves selváticas. Además, la mayor cantidad de especímenes en cautiverio en todo México y Centroamérica es la que habita en el parque Xcaret en Quintana Roo, México, con alrededor de 950 ejemplares.

## Comportamiento

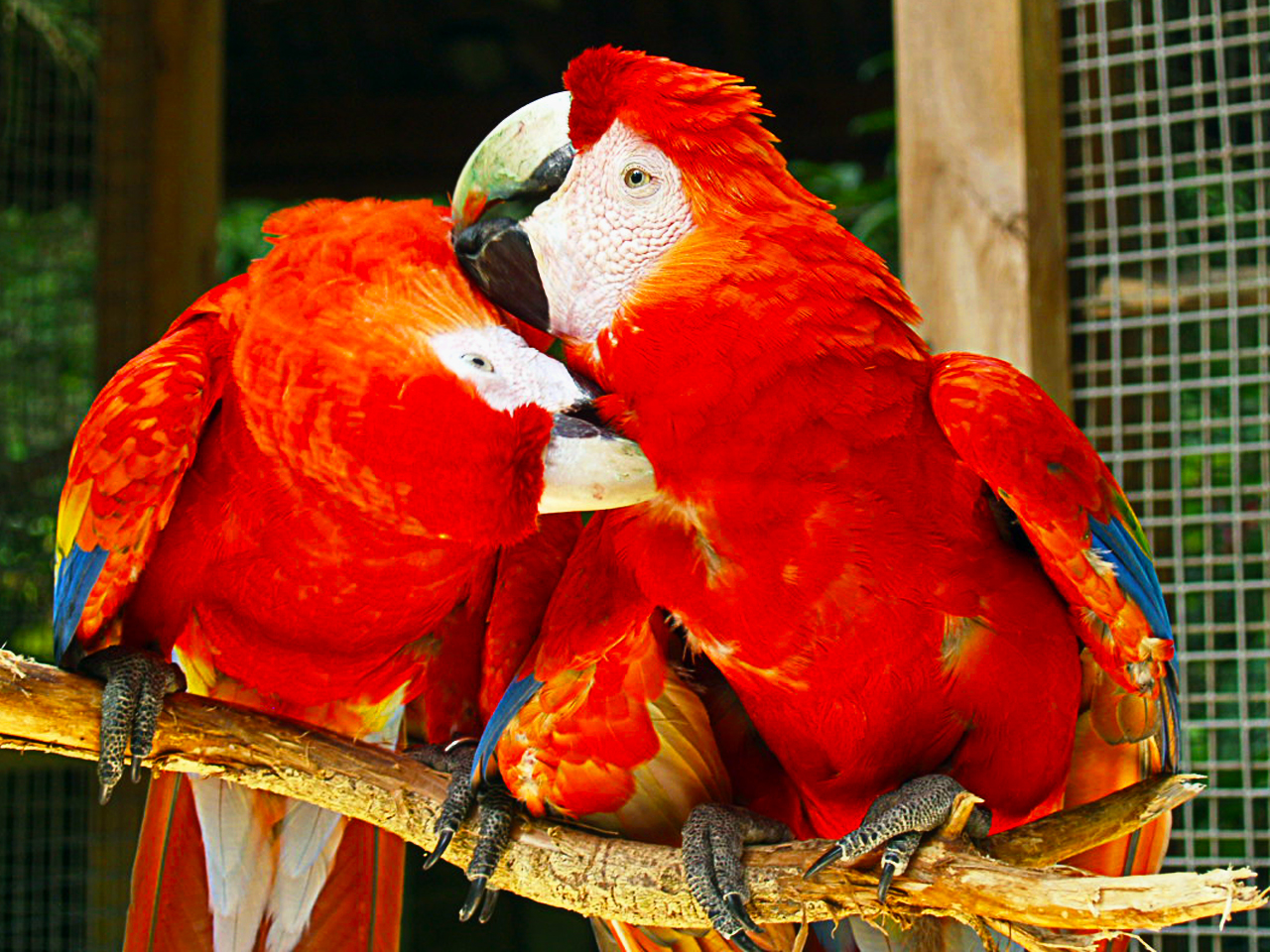
Tiene un comportamiento social muy activo.

Esta especie es de hábitos diurnos, pues busca su alimento principalmente durante las mañanas. También es muy social, ya que acostumbra formar pequeños grupos familiares de tres a cuatro miembros (los padres y uno o dos de sus descendientes) o incluso bandadas de entre veinte y treinta ejemplares, en este caso especialmente a la hora de alimentarse. En época de reproducción, sin embargo, suelen mantenerse en parejas. Después de aprovechar la mañana para alimentarse, al mediodía regresan a la sombra de los árboles para dormitar y acicalarse. Por la tarde se trasladan con su grupo o su pareja a los sitios donde duermen para continuar acicalándose y buscar los mejores lugares de descanso.
Existen ciertos rangos jerárquicos dentro del grupo, pues las guacamayas dominantes presentan comportamientos como amenazar con dar picotazos, sacudir sus alas y aproximarse de forma agresiva a los demás miembros de la bandada, mientras que las guacamayas sumisas suelen agacharse, se les abultan las plumas, levantan una pata o evitan completamente el contacto con los miembros dominantes. Los individuos de mayor rango son los machos adultos en edad plena para reproducirse, seguidos por las hembras que están emparejadas con ellos. Cabe destacar que estas hembras solo son dominantes cuando están acompañadas del macho; en otro caso son mucho menos dominantes. Las hembras que no han alcanzado la madurez sexual forman sus propios grupos para desplazarse, socializar y alimentarse juntas, aunque sus lazos no son tan estrechos como los de los otros grupos, y es menos probable que se defiendan unas a otras frente a las amenazas. Por otro lado, los machos jóvenes de cuatro o cinco años que acaban de alcanzar la madurez sexual forman vínculos cercanos con otros machos similares a ellos, y se vuelven agresivos y competitivos, al tratar de medir su fuerza y probar su superioridad.
El guacamayo rojo se comunica con fuertes chillidos y graznidos, donde la vocalización depende de la intención del mensaje: ya sea localizar a algún miembro del grupo, alertar de la aparición de un enemigo, avisar que se encontró comida o dar direcciones durante el vuelo.  También tiene formas de comunicarse visualmente; por ejemplo, cuando se le encrespan las plumas de la cabeza, significa que se siente nerviosa o muestra agresión. Si las plumas se mantienen completamente pegadas a la cabeza puede significar que está asustada o estresada. Por otro lado, dar pisotones y extender las alas son técnicas utilizadas para intimidar a los depredadores al intentar aparentar que es más grande, aunque también puede hacer esto con fines de cortejo.

### Ciclo de vida

#### Emparejamiento y selección del nido

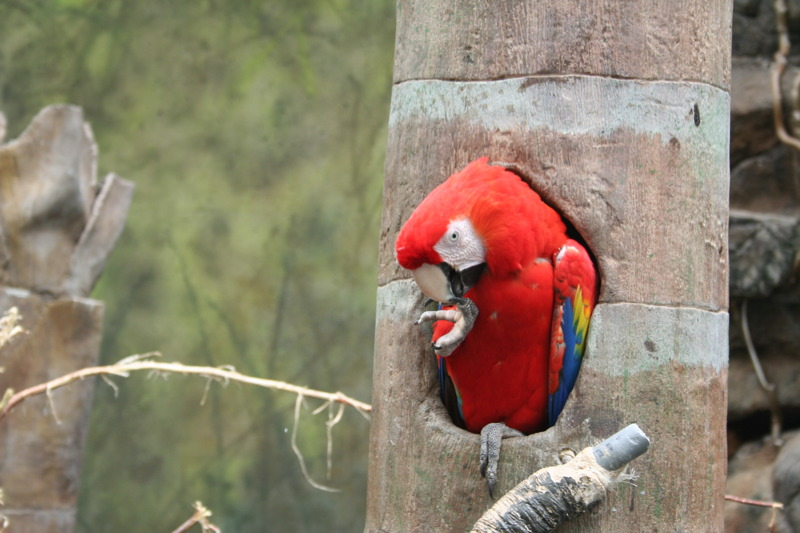
La pareja utiliza un hueco formado naturalmente o excavado por otro animal, para establecer su nido.

Se emparejan de por vida después de los cuatro años de edad. Las parejas que forman son muy estables; incluso puede observarse dentro de una bandada en vuelo que las aves emparejadas vuelan una al lado de la otra. Durante el cortejo, el macho realiza reverencias, ondula sus patas, proyecta las alas al suelo, se le dilatan las pupilas y se le encrespan las plumas de la cabeza. Durante esta danza, el macho separa las patas y camina lentamente de lado a lado, meneando la cabeza de arriba abajo y extendiendo su ala izquierda. Para concluir, se detiene y mueve su cola también hacia la izquierda mientras sus plumas se recuestan lentamente contra su cuerpo. Que el plumaje del macho sea colorido y brillante también ayuda a impresionar a la hembra. Para aparearse, mueven sus largas colas de forma que no les estorben y unen sus cloacas hasta que el macho eyacula. Después de la conquista, demuestran su emparejamiento frotando sus picos, acicalándose mutuamente y compartiendo el alimento.
Los padres no excavan el hueco para el nido ellos mismos, sino que aprovechan las cavidades hechas por otras aves, como pájaros carpinteros (familia Picidae), u otros huecos formados naturalmente en árboles de madera suave como la ceiba (Ceiba pentandra), el guapuruvú (Schizolobium Parahybum) o Dipteryx panamensis, este último particularmente en Centroamérica. El hueco suele estar a una altura del suelo que puede ir desde los 7 hasta los 25 m, aunque generalmente prefieren aquellos que están a mayor altura.  Por otro lado, para las guacamayas no parece tener mucha importancia a la hora de seleccionar el hueco la orientación espacial del mismo y los factores relacionados con ello, como la temperatura y la humedad relativa. La principal modificación que le pueden llegar a hacer al hueco es ampliar su diámetro interno. No suele haber nidos de otras parejas en un radio de al menos 3 km, reduciéndose así las relaciones competitivas entre ellas. De todas formas, deben competir por estas cavidades con otras especies que también las aprecian, como iguanas, tucanes, loros, abejas y avispas, por lo que la pareja de guacamayas debe defender su nido constantemente.

#### Reproducción y etapas de crecimiento

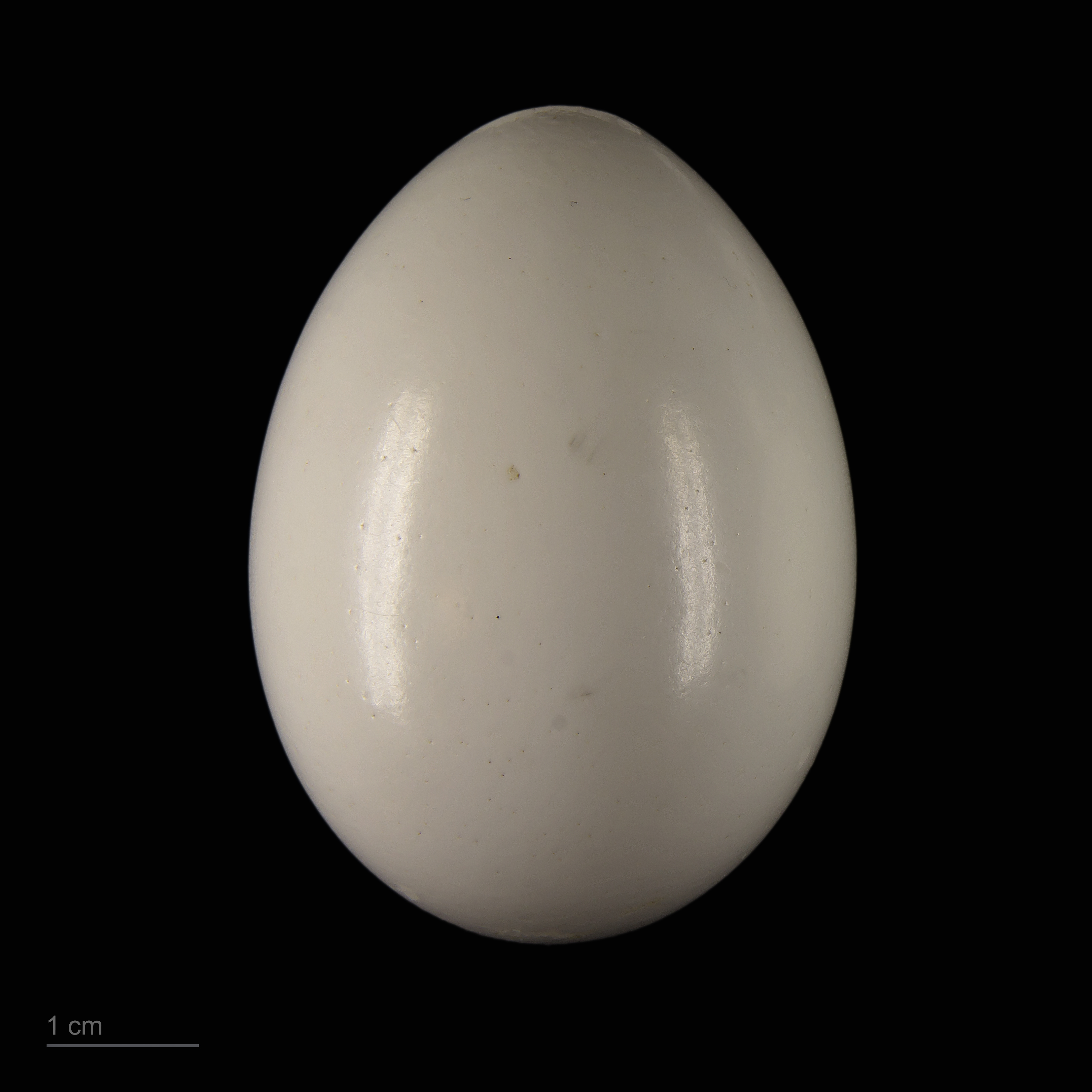
Ara macao - MHNT

El período de reproducción abarca de noviembre a mayo. La hembra pone entre uno y cuatro huevos, que son blancos, esféricos y algo brillantes, de aproximadamente 47x33 mm de longitud, los cuales empolla por veinticinco días, en promedio. A pesar de que puede poner varios huevos, rara vez eclosionan más de dos. Además, como son puestos con varios días de separación, la cría que nace primero aventaja considerablemente a las demás en tamaño, lo que suele llevar a las menores a morir de hambre. Al nacer, tienen los ojos cerrados y están desplumadas, su pico es claro y sus uñas son débiles; pesan alrededor de 25 g y la longitud de sus alas es de aproximadamente 1,8 cm.

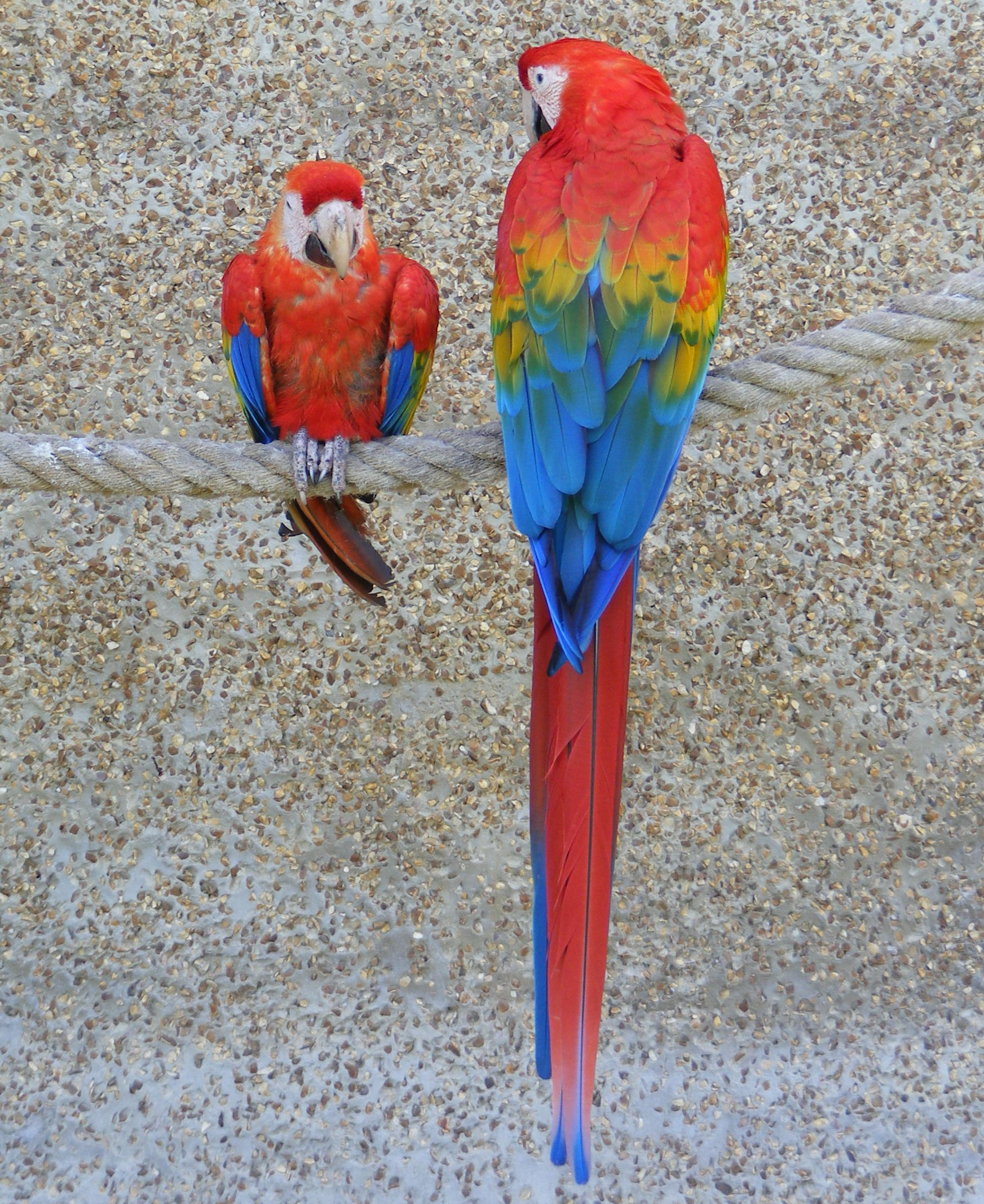
Un ejemplar joven en comparación con uno adulto.

A grandes rasgos, esta especie pasa por cinco etapas de crecimiento. La primera cubre las diez semanas posteriores al nacimiento. Ambos padres se encargan de cuidar de los polluelos, alimentándolos entre cuatro y seis veces al día con vegetales regurgitados y parcialmente digeridos. Se encargan de criarlos durante aproximadamente ciento cinco días, tiempo durante el cual visitan el nido entre cuatro y siete veces por día, aunque las crías pasan alrededor del 80 % del tiempo por su cuenta. Su desarrollo durante este tiempo es acelerado, principalmente porque se produce la osificación y crecimiento de los huesos. Durante las primeras seis semanas ocurre este proceso en las patas y piernas, lo que les permite poder erguirse y sujetar objetos con las garras. Posteriormente ocurre el proceso en el cráneo y el pico, y finalmente en las alas. En total tardan unos cuarenta o cincuenta días en alcanzar su tamaño máximo, y empiezan a moverse fuera del nido hasta los sesenta y cinco o setenta y cinco días de edad. Cuando ya están fuera del nido, los jóvenes aprenden de los padres todo lo indispensable, incluyendo cómo alimentarse, pues no todos los árboles dan fruto en la misma época y deben reconocer las rutas sobre las cuales pueden realizar sus recorridos para encontrar alimento. Otro aspecto importante es la socialización, dado que es una especie que acostumbra reunirse en grandes grupos de varias decenas de individuos para jugar, acicalarse, luchar o dormir juntos. Sus primeras interacciones sociales se dan aproximadamente al mes y medio de vida con sus hermanos, si es que los tienen. A los dos meses ya socializan de forma más compleja, persiguiéndose por los árboles y luchando con sus patas, picos y alas.
Posteriormente, entre las diez y las dieciséis semanas de edad, ocurre la segunda etapa de crecimiento, cuando el individuo es capaz de realizar sus primeros vuelos. Generalmente se mantiene dentro de un radio de 1 km del nido, y aumenta poco a poco las distancias recorridas. Aquí la maduración principal es la que experimentan las plumas, pues ya todas han salido, pero no han alcanzado su tamaño máximo. La tercera etapa de crecimiento se empalma con la segunda, e implica el destete, es decir, la pequeña guacamaya comienza a independizarse de sus padres. Durante este tiempo, los juveniles tratan de perfeccionar la técnica de vuelo y la búsqueda del alimento. Antes de alimentarse por su cuenta, practican la manipulación de objetos con pequeñas ramas y hojas, con lo que desarrollan la coordinación necesaria para manejar por sí mismos la comida. Entre los seis y los doce meses de edad se produce la cuarta etapa, cuando terminan su desarrollo óseo. El final de esta etapa la marca la separación de los padres y la independencia plena. Sin embargo, todavía existe una quinta y última etapa de crecimiento, que abarca del año de edad hasta los tres años, durante la cual el individuo no ha alcanzado la madurez sexual y por lo tanto no puede reproducirse. Una vez que alcanza dicha madurez, se puede considerar que el guacamayo ha llegado a la etapa adulta.
Censos muestran que cada año, menos del 20 % de la población se reproduce. Además, el porcentaje de éxito de anidación de la especie es ligeramente menor al 50 %. El guacamayo rojo llega a vivir en promedio entre treinta y cincuenta años, aunque en estado salvaje suele ser más bien de unos quince debido a las dificultades que supone sobrevivir en dicho entorno. En cautividad, en cambio, puede pasar de setenta y cinco años, e incluso llegar a cien.

### Hábitos alimenticios

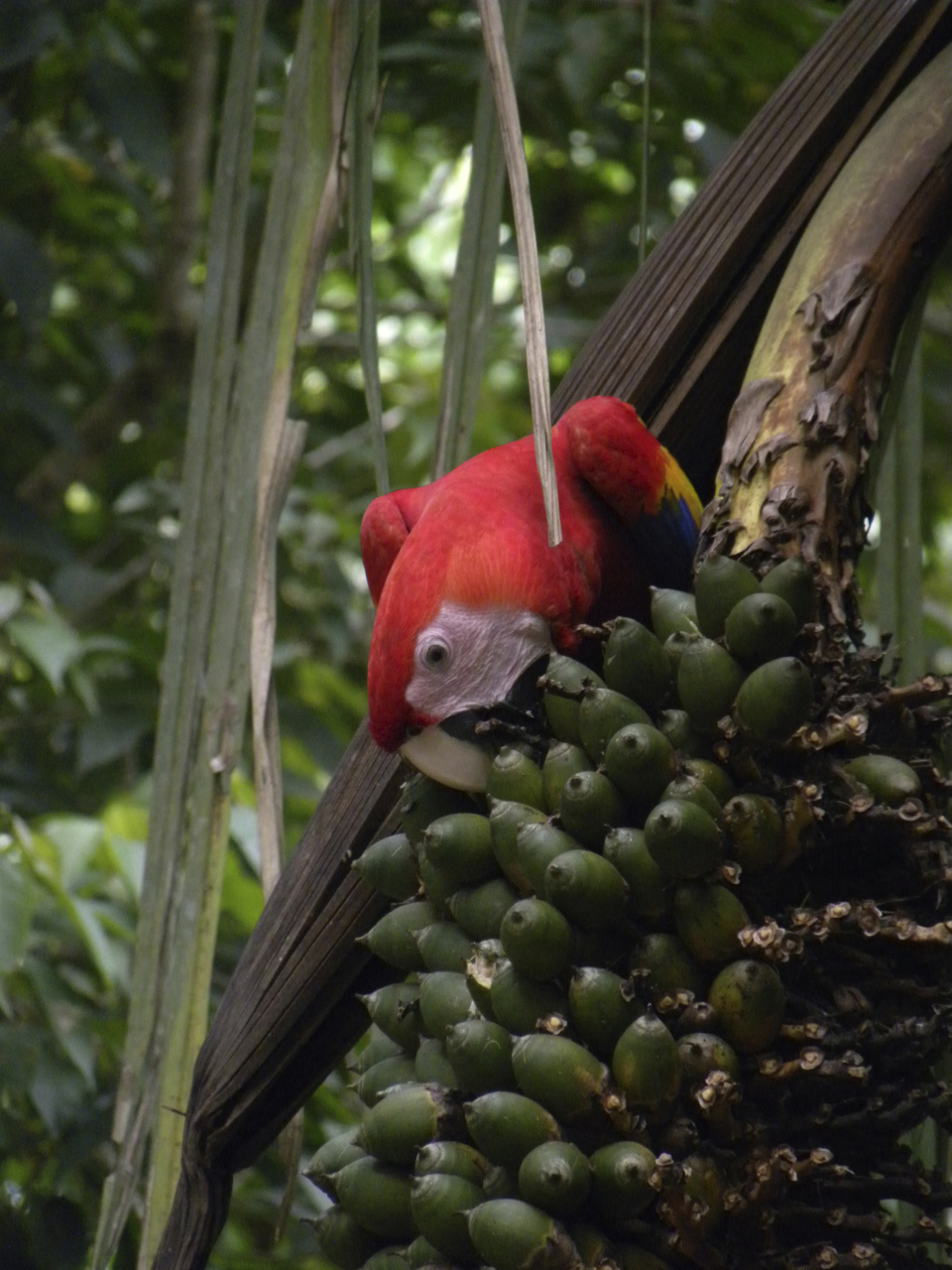
Guacamayo rojo alimentándose en Carate, en la provincia de Puntarenas (Costa Rica).

El guacamayo rojo puede adaptarse a una amplia variedad de alimentos para su dieta, aunque es predominantemente granívora. De hecho, las semillas representan tres cuartas partes de su dieta, en comparación con, por ejemplo, las frutas, que solamente representan el 6 %. Además de semillas y frutas, se alimenta de nueces, néctar, insectos —incluyendo larvas—, flores o incluso otras partes de la planta, como las hojas y el tallo. Como su pico es muy fuerte, puede abrir y alimentarse de semillas de las que otros animales no pueden alimentarse. Entre los árboles que frecuenta, aprovecha los frutos de los géneros Bursera, Dipteryx, Eschweilera, Ficus, Hura, Inga, Micropholis, Spondias, Sterculia, Terminalia; las semillas de Caryocar, Cedrela, Dialium, Euterpe, Hevea, Jacaranda y Sapium; las flores y el néctar de Erythrina y Virola; y las semillas y nueces de ciertas palmas. En la temporada seca tienen predilección por los frutos de la ceiba (Ceiba pentandra) y el mijao (Anacardium excelsum), mientras que en la temporada húmeda destaca el ojoche (Brosimum alicastrum).
Debido a sus necesidades alimenticias, realiza constantes desplazamientos entre los territorios cercanos en busca de comida, y esta búsqueda comienza desde el amanecer. Cada día, puede desplazarse 15 km o más entre las zonas donde habita y aquellas de forrajeo; y durante las migraciones estacionales puede viajar más de 100 km, dependiendo de la variación de los recursos alimenticios. Durante estos vuelos puede desplazarse a velocidades de más de 50 km/h. Las guacamayas rojas son bastante ruidosas cuando están en el aire, y silenciosas a la hora de alimentarse. Los juveniles comienzan alimentándose de árboles cuyos frutos sean fáciles de encontrar y alcanzar, como el jobo (Spondias mombin). A medida que van adquiriendo experiencia pueden llegar a alimentarse incluso de árboles cuyos frutos solo pueden alcanzar a medio vuelo.

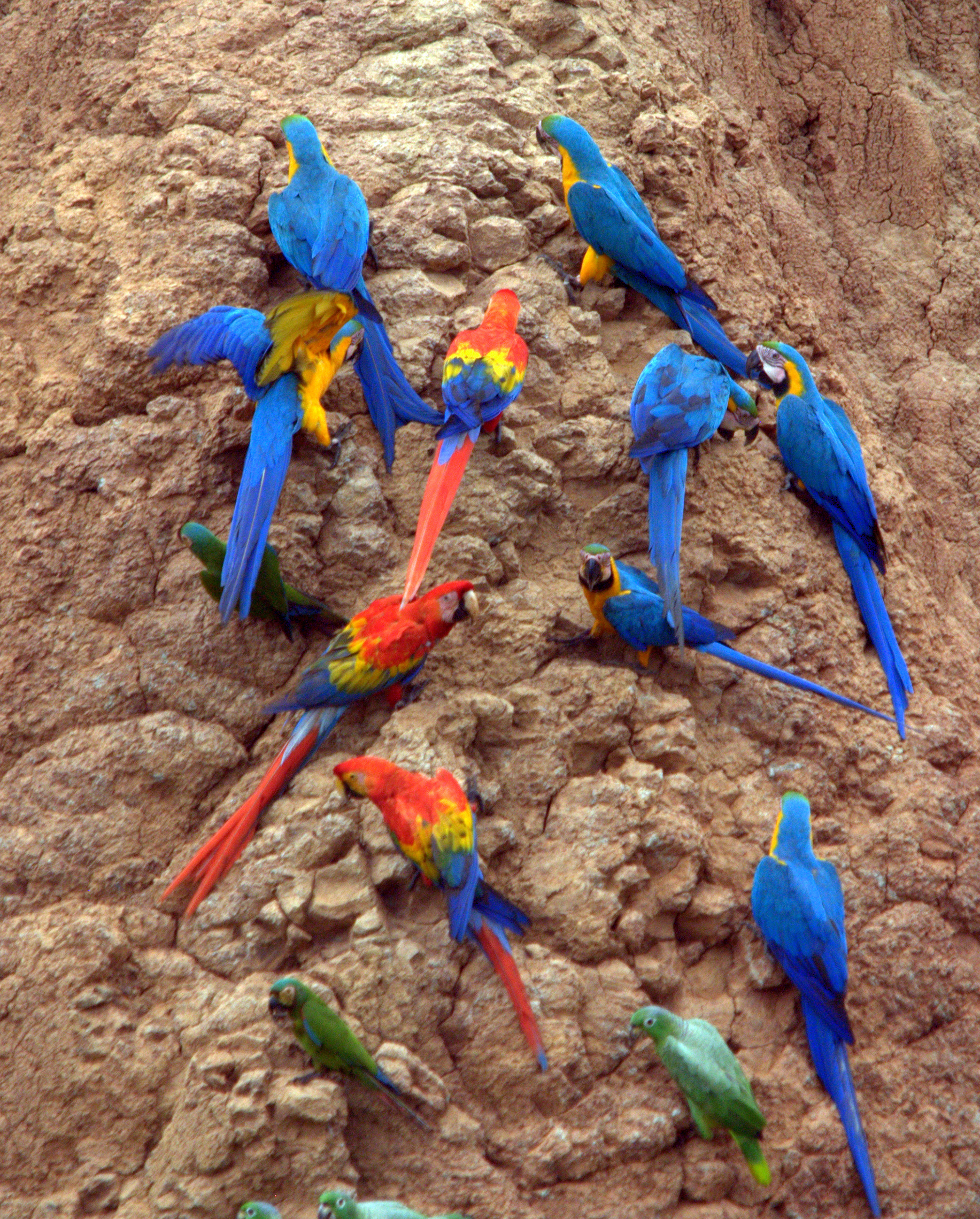
Varias especies de loros y guacamayos, incluido éste, se reúnen en los lamederos para complementar su dieta.

Un alimento que consumen en particular son las semillas de ceiba amarilla (Hura crepitans), que son notables por ser tóxicas para los seres humanos. Consumir fruta inmadura implica un problema similar, ya que esta contiene químicos duros (como los taninos), que son difíciles de digerir. Para contrarrestar estos efectos negativos, es común que las guacamayas rojas, al igual que varias especies más de guacamayas y loros, acudan a lugares conocidos como lamederos, que no son más que barrancas en las cuencas de los ríos, donde pueden consumir arcilla o barro, los cuales neutralizan las toxinas de su comida. Acuden a estos lugares después de haberse alimentado —es decir, entre las nueve y las trece horas— y seleccionan cuidadosamente la sección que van a lamer. A diferencia de su comportamiento a la hora de alimentarse, las guacamayas son muy ruidosas durante sus visitas a los lamederos, en donde socializan de distintas formas, ya sea lanzándose llamadas o acicalándose las plumas.
Al igual que las demás guacamayas, esta especie es zurda para alimentarse, es decir, utiliza la pata izquierda para manipular la comida mientras se sujeta con la derecha.

### Enfermedades

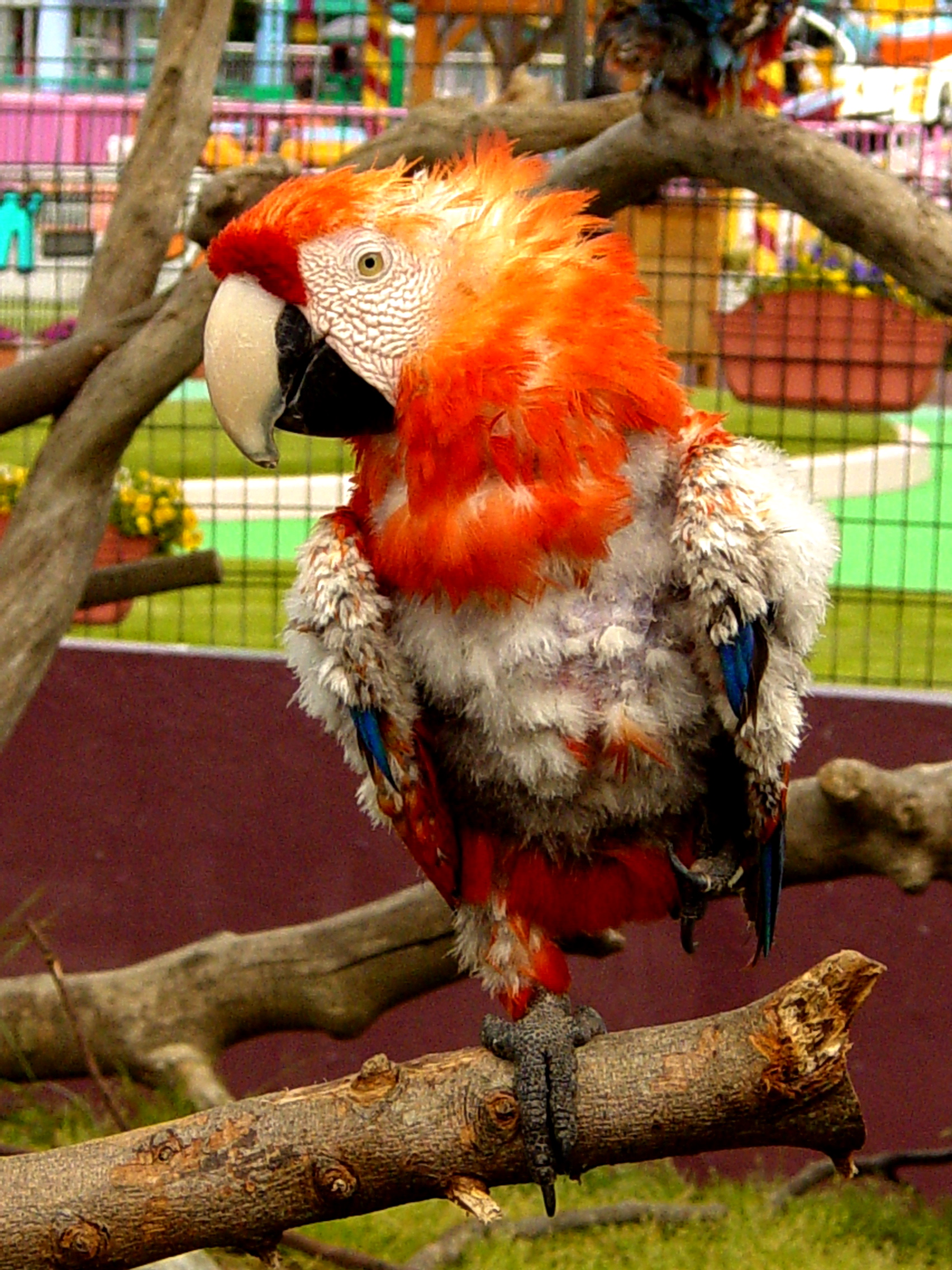
El guacamayo rojo puede adquirir el hábito de arrancarse las plumas debido a desórdenes psicológicos.

Es vulnerable ante diversas enfermedades. Por ejemplo, entre las bacterianas están la salmonelosis, causada por Salmonella typhymurium, la micoplasmosis, principalmente asociada con Streptococci,Staphylococci y Escherichia coli, y la tubercolosis, evidente en especial por la aparición de lesiones en la cara, y diarrea, y causada por Mycobacterium avium. En cuanto a enfermedades virales, se pueden mencionar la ornitosis, que es la más importante entre las psitácidas y es causada por organismos de Chlamydia; afecta principalmente a ejemplares jóvenes y que han estado sometidos a estrés, y se puede transmitir a humanos a través de heces secas, plumas caídas o incluso una mordedura. Sus efectos son diarrea, conjuntivitis con descargas nasales, fatiga y anorexia. Si la pérdida de peso y la fatiga se vuelven extremas, pueden causar la muerte. Otra es la enfermedad de Newcastle, misma que puede contraerse de o contagiarse a aves de corral, y generalmente implica malestar general, diarrea y problemas respiratorios. También se presenta la enfermedad de Pacheco y la enfermedad de Marek.
Asimismo, existe la posibilidad de contraer enfermedades parasitarias, que pueden ser micóticas, como la aspergilosis pulmonar causada por Aspergillus fumigatus; por protozoarios, como la tricomoniasis del buche, la coccidiosis intestinal y la giardiasis; por helmintos, principalmente nematodos como Capillaria y Ascaridida; o por artrópodos, en particular Knemidocoptes pilae, causante de la cara y pata escamosa. En lo referente a trastornos alimenticios y metabólicos, estos se pueden presentar generalmente cuando las semillas son deficientes en minerales, aminoácidos o vitaminas. También es común la deficiencia de yodo en los ejemplares jóvenes.
Otras enfermedades que pueden presentarse son la arteriosclerosis —particularmente en aves adultas—, gota periarticular o necrosis esofágica. El hábito del picaje —esto es, arrancarse excesivamente las plumas, dejando incluso grandes áreas de piel al descubierto— se puede presentar como síntoma de un mal psicológico, ya sea aburrimiento, relaciones sociales deficientes o falta de actividad, y en el peor de los casos pueden conducir a que se produzca heridas en la piel. La mejor forma de solucionar esto es a través del contacto social, ya sea del cuidador o de los compañeros de su misma especie.

### Relación con otras especies
Dentro de su ecosistema, compite por el alimento con otras especies de aves que tienen dietas similares, como el guacamayo aliverde (Ara chloropterus) y el guacamayo azul y amarillo (Ara ararauna). De hecho, con frecuencia intentan alimentarse en silencio, probablemente con el fin de evitar revelar el lugar del alimento a sus competidores. Evidentemente, al alimentarse de especies vegetales influye también en el crecimiento de la población de dichas especies, al ayudar a esparcir sus semillas. Por otro lado, hay especies con las que compiten por los huecos de sus nidos, por ejemplo, las abejas africanizadas para establecer sus colmenas, u otras aves que buscan anidar como el guacamayo jacinta (Anodorhynchus hyacinthinus), el guacamayo verde (Ara militaris), el halcón montés collarejo (Micrastur semitorquatus, el pato mandarín Cairina moschata), el suirirí piquirrojo (Dendrocygna autumnalis), el halcón murcielaguero (Falco rufigularis) y el zopilote (Coragyps atratus).
Sus depredadores son principalmente las aves rapaces, y en menor medida serpientes, jaguares, monos y otros mamíferos grandes, aunque sus huevos son vulnerables también a reptiles y mamíferos pequeños y medianos. Es indicadora del nivel de pertubación de su hábitat.

## Estado de conservación

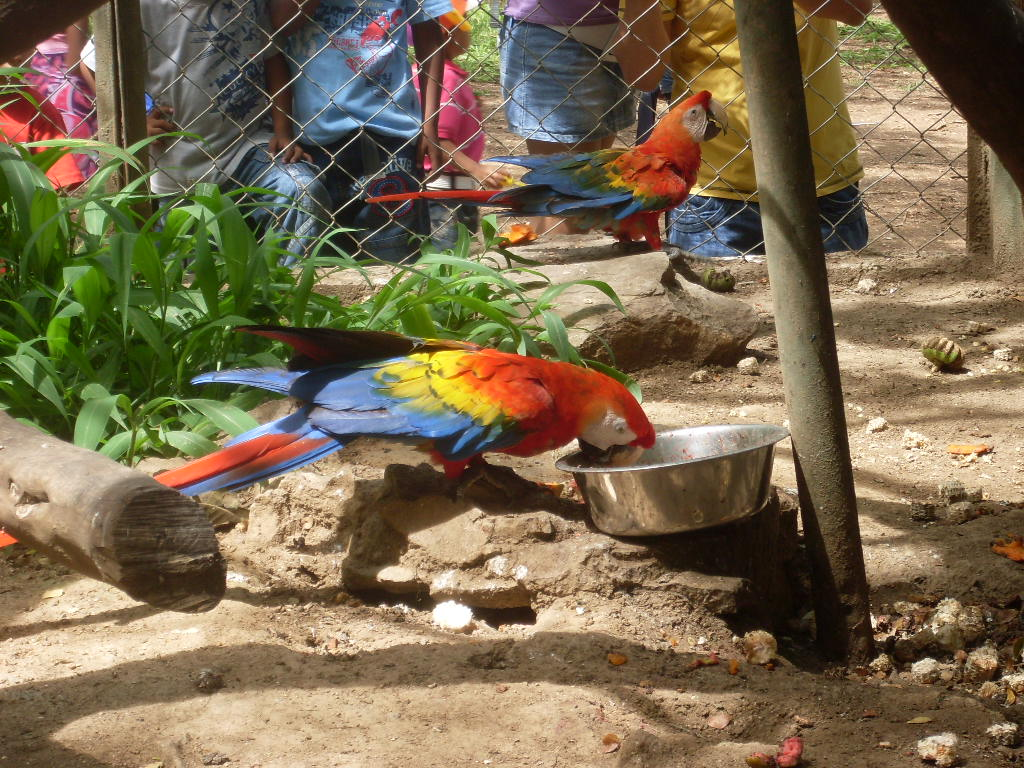
El guacamayo rojo se mantiene fuera de peligro de extinguirse, en parte gracias a su exitosa cría en cautiverio.

Dado que tiene un rango de distribución extraordinariamente amplio —el mayor entre todas las aves del género Ara—, y que su población, a pesar de estar aparentemente reduciéndose no lo hace lo suficientemente rápido como para considerarla en estado vulnerable, la Lista Roja de especies amenazadas de la UICN la considera una especie de preocupación menor. Sin embargo, dicho organismo llamó la atención en su “Plan de Acciones de Conservación y Muestreo de Psitácidos” con respecto al estatus de la subespecie A. m. cyanoptera, ya que su población sí había declinado rápidamente en un lapso de veinte años. La especie también aparece desde el 1 de agosto de 1985 en el Apéndice I del Convenio sobre el Comercio Internacional de Especies Amenazadas de Fauna y Flora Silvestre (CITES), que prohíbe el comercio de esta especie dentro de los países signatarios. Originalmente entró en el Apéndice III de dicha organización en 1976, ascendió al Apéndice II en 1981 y finalmente llegó al Apéndice I en la fecha antes dicha.
Igualmente, está protegida por diversas leyes y decretos nacionales; por ejemplo, en Costa Rica, donde pasó de ocupar alrededor del 80 % del territorio nacional a tan solo el 20 % para el año de 1993. Por su condición particularmente precaria dentro del territorio de México, en este país se le considera desde 2000 una especie prioritaria en cuanto a su conservación. En Panamá, asimismo, se considera que es una de las dos especies de aves más amenazadas del país junto con la cotinga. Por su parte, en Perú está listada como Especie Vulnerable (VU) de acuerdo al Decreto Supremo n.º 034-2004-AG desde septiembre de 2004. En Guatemala se promulgó en 1989 el decreto N.º 4-89 de la Ley de Áreas Protegidas, mismo con el que se creó el Sistema Guatemalteco de Áreas Protegidas, que vela por la protección de las especies amenazadas dentro de su territorio, entre las que se incluye el guacamayo rojo. En Belice es resguardada desde 1992 por la Environmental Protection Act, que prohíbe su comercio o posesión. Dentro de Brasil tiene una protección similar, ya que no se permite su comercio local o de exportación ni su posesión, a menos que se trate de criaderos o zoológicos autorizados. En Colombia su criterio es «indeterminado» en el Listado de Especies Colombianas en Vías de Extinción, por lo que no se considera en peligro de extinción dentro de ese país, aunque sí recibe la protección de diversas leyes nacionales. En Venezuela sí se le considera una especie vulnerable y está protegida por la Ley de la Protección a la Fauna Silvestre.
Entre los principales factores que ponen en riesgo la supervivencia de esta especie están la destrucción de su hábitat a causa de la deforestación, la industria petrolera y las quemas forestales intencionales; la fragmentación de las poblaciones, el tráfico comercial de plumas, huevos y especímenes como tal para venderlos como mascotas, así como el hecho de ser una especie endogámica y con bajas tasas reproductivas, y la especialización de la dieta de algunas poblaciones. El problema del comercio ilegal le afectó en gran medida en el siglo XX, donde entre 1975 y 1990 se calcula que se exportaron alrededor de 1500 especímenes. Hasta mediados de la década de 1980, los principales países exportadores eran aquellos en donde el guacamayo rojo se reproduce naturalmente, como Bolivia, Guyana y Surinam. Sin embargo, para finales de esa década, países como Estados Unidos, Filipinas y Canadá ya eran de los exportadores más importantes, al haberse desarrollado lo suficiente la cría local de las aves como para sostener el comercio propio. El principal destino del comercio de estas aves siempre fue Estados Unidos. En años más recientes, las diversas leyes nacionales han prohibido el comercio de esta y otras especies de aves, aunque esta práctica ilegal no se ha erradicado del todo. El principal cambio que ha ocurrido es que la mayoría de las aves comerciadas ahora provienen de la reproducción en cautiverio, lo que supone una ventaja para los compradores ya que suelen ser aves más sanas y domesticables.
En un estudio publicado en la prestigiosa revista Cuadernos de Investigación UNED en 2010, se examinó el estado y conservación de la especie Ara macao en el Área de Conservación de Osa, en el Pacífico Sur de Costa Rica, durante el periodo de octubre a diciembre de 2005. El proyecto incluyó una entrevista estructurada con 105 adultos locales y un taller participativo con 18 miembros de la comunidad, que resultó en la formulación de un plan estratégico integral. Entre los hallazgos más destacados del estudio se incluyen:
- La distribución de la población de A. macao abarca toda la Península de Osa.
- Aunque no se pudo determinar el número exacto de individuos, se estimó que la población podría oscilar entre 800 y 1200 ejemplares, con percepciones locales que sugieren un incremento en su número.
- los individuos de la especie no mostraban una tendencia a concentrarse en sitios específicos para pernoctar.
- Se alimentan de al menos 59 especies de plantas, incluyendo tres especies exóticas significativas: el almendro de playa (Terminalia catappa), la teca (Tectona grandis) y la melina (Gmelina arborea).
- El período de anidación va de diciembre a mayo, utilizando huecos de árboles de aproximadamente 28 especies, siendo la ceiba (Ceiba pentandra) y el ajo (Caryocar costarricense) las más frecuentemente utilizadas.
- Existe una preocupante extracción de pichones por parte de "laperos" o saqueadores de nidos de la especie, con aproximadamente 25-50 pichones extraídos anualmente, principalmente por una sola persona.
- Este estudio subrayó la importancia de medidas continuas y coordinadas para proteger y conservar efectivamente a esta especie en su hábitat natural.

### Reintroducción en su hábitat natural
A raíz de su desaparición en muchas regiones donde antes habitaba el guacamayo rojo, en años recientes han surgido planes para reintroducir la especie en su entorno natural. En Centroamérica, por ejemplo, se han realizado regularmente liberaciones de individuos criados en cautiverio o confiscados del comercio ilegal, con resultados generalmente positivos: tasas de supervivencia por encima del 70 % después de los primeros cuatro años, lo cual supone liberaciones con mayor éxito, en general, que las intentadas con otras aves, como Rhynchopsitta pachyrhyncha y loros del género Amazona. También cabe destacar que se integran con otras poblaciones liberadas en años anteriores, formando grupos sólidos que se arraigan en el sitio de liberación. Entre estos sitios de liberación destacan la isla Tiskita y el Refugio Nacional de Fauna Silvestre Curú, en Costa Rica, la isla Zacate Grande y el sitio arqueológico de Copán, en Honduras, y el corredor El Imposible-Barra de Santiago, en El Salvador. Igualmente, se han realizado proyectos conjuntos entre Guatemala, Belice y México en la región guatemalteca del Petén.

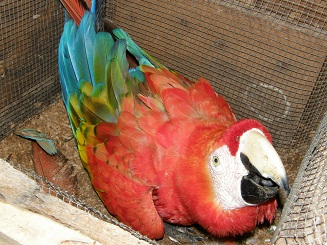
Los nidos artificiales ayudan a la reproducción en cautiverio de esta especie.

De la misma forma, existe el proyecto para reintroducir la especie en el parque nacional Palenque, en México, donde el último registro que se tenía de ella data de 1935. Su importancia reside en que este punto es intermedio a donde habitan las dos poblaciones naturales de esta especie existentes en territorio mexicano, por lo que sería un punto de apoyo fundamental para lograr su introducción en el resto de su rango de distribución original. Para este propósito, el apoyo del parque natural Xcaret ha sido trascendental, pues realizó en diciembre de 2012 un donativo de 50 especímenes para apoyar la reintroducción. De hecho, este parque tiene el récord Guinness en cuanto a la reproducción en cautiverio del guacamayo rojo, con el nacimiento de 105 polluelos en 2009, así que es uno de los grandes actores en este objetivo. Esta reintroducción contempla no solo la liberación de las aves, sino que, además, implica ayudarlas en su transición al estado salvaje, por ejemplo, entrenándolas contra sus depredadores, el vuelo en espacios abiertos, el forrajeo y la anidación en árboles. Esto se facilita colocándolas inicialmente en una jaula de preliberación para que se adapten al nuevo estilo de vida paulatinamente. Otros factores son la colocación de radios, así como anillos en las patas y marcas en los picos, para rastrear sus movimientos y su supervivencia, llevar un control de su salud para evitar la introducción de nuevas enfermedades, y concientizar a las comunidades locales para que conozcan la importancia de proteger la especie. El objetivo es introducir 250 ejemplares en un lapso de cinco años.
En Perú, el Tambopata Research Center (TRC) colabora desde la década de 1990 con la crianza, reproducción y liberación de ejemplares de esta especie. Asimismo, en Costa Rica existe la Asociación Pro Conservación de la Lapa Roja (ASOPROLAPA), que busca desde 1996 la reproducción de esta guacamaya; de la misma forma, el Santuario de Lapas NATUWA, que desde 1994 libera guacamayos en el Pacífico Central de Costa Rica, siendo este el programa de liberación con más grande de Costa Rica. Uno de los elementos usados para estos fines es el nido artificial, que es particularmente efectivo, ya que estas aves utilizan siempre la misma cavidad para reproducirse, debido a su gran territorialidad. En Costa Rica y Belice, por ejemplo, se ha implementado el uso de estos nidos para contrarrestar la desaparición del hábitat. Otras técnicas útiles se han implementado para facilitar su transición al medio natural; por ejemplo, la introducción paulatina de alimentos silvestres en su dieta, el reducir el contacto con los seres humanos al mínimo, el forzarlos a ejercitar sus alas, y generar aversión hacia los depredadores.

## Importancia cultural

### Era precolombina

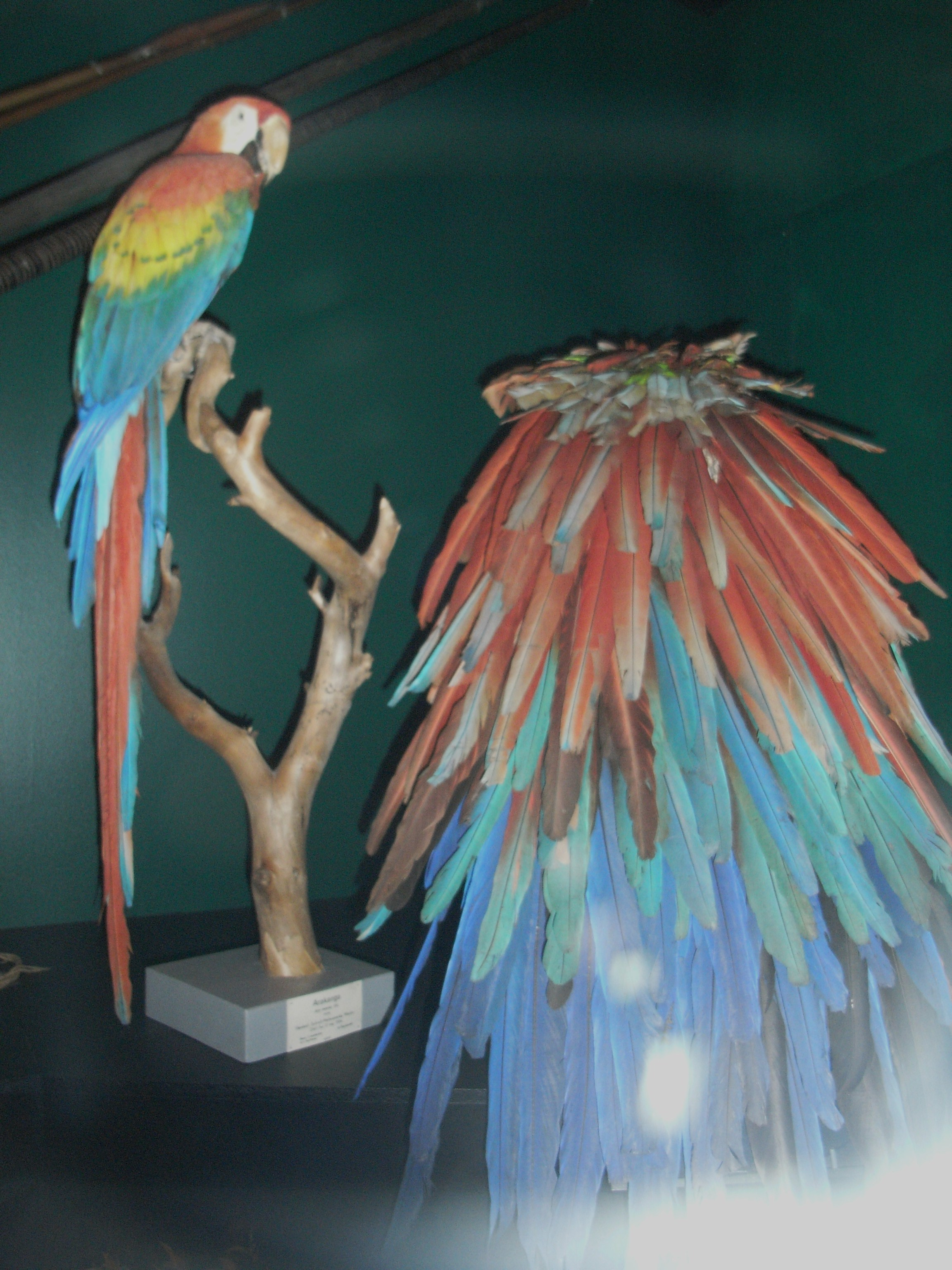
Ejemplo de adorno de las civilizaciones amazónicas producido con plumas de guacamayo escarlata.

Gracias a los restos arqueológicos que se conservan hasta nuestros días, se sabe que el guacamayo rojo desempeñaba un rol importante dentro de las sociedades precolombinas. Por ejemplo, la manifestación cultural más antigua en la que influyeron estas aves fue la cerámica: se han encontrado pinturas de ellas en vasijas mayas de distintos períodos históricos en lugares como Chamá, Las Flores y Nebaj, en Guatemala, río Hondo, en Belice, y Oxkutzcab, en el estado de Yucatán, México. También se han hallado algunas vasijas zoomorfas en Colima y Monte Albán, ambos en México. Aparte de esto, en un mural localizado en la llamada Casa de los Pájaros, en el sitio arqueológico de Xel Há, en Quintana Roo, México, aparecen representadas nueve aves, siete de las cuales son casi con toda seguridad guacamayas rojas, ya que presentan muchas de sus características, como el colorido del plumaje, la larga cola y la ausencia de plumas visibles alrededor del ojo. Cabe destacar que, actualmente, esta especie no habita en estado salvaje en Quintana Roo, lo que habla de la importancia que tomó esta especie en toda la región mesoamericana e, incluso, fuera de ella. De hecho, se han encontrado restos de esta especie en lugares tan septentrionales como Utah, Estados Unidos. En excavaciones realizadas en el sitio arqueológico de Paquimé, en el norte de México —notablemente lejos de su rango de distribución actual—, se hallaron cerca de 500 esqueletos de guacamayas rojas y verdes, con evidencias de cría de esta y otras aves en el lugar, alrededor del año 800 a. C., en parte con fines comerciales, pero principalmente con fines religiosos. De la misma forma, las ruinas del sitio arqueológico de Copán, en Honduras, muestran imágenes de esta especie esculpidas en las estelas, que muestran sus plumas o alguna parte de su cuerpo. Asimismo, existen numerosos ejemplos de su uso para el arte plumario, en el que se usan sus plumas junto con las de otras aves y materiales vegetales para confeccionar brazaletes, collares, coronas, pendientes y otros objetos. En este sentido destaca el trabajo de varios grupos amazónicos, como los cubeos, tikunas, tupíes, guaraníes y karajás.

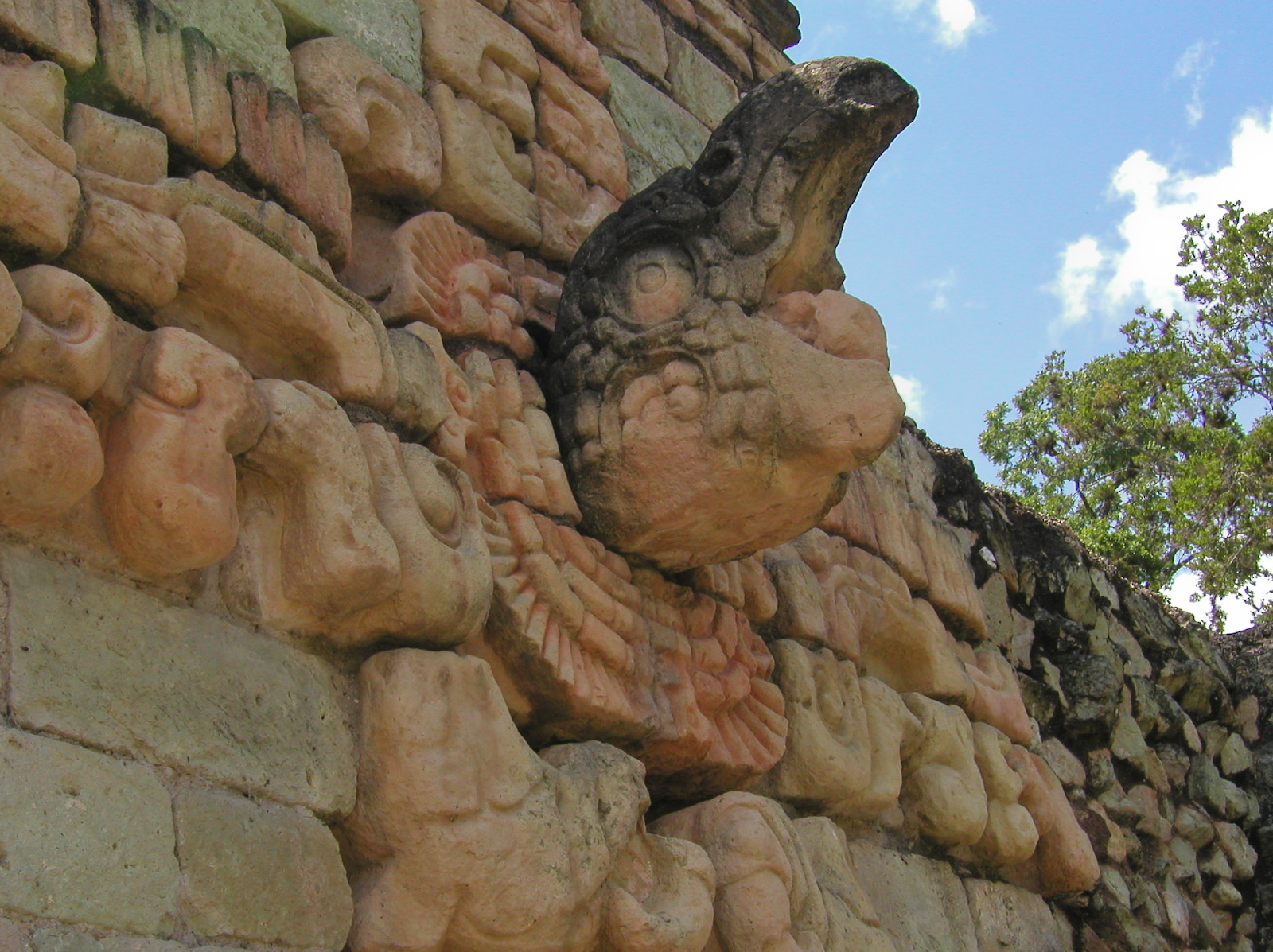
Detalle de la cancha de juego de pelota en el sitio arqueológico de Copán, que muestra que el aro tiene forma de cabeza de guacamaya.

Dentro de la cultura maya, el guacamayo rojo fue considerada encarnación del fuego del sol desplegándose desde el cielo hasta la Tierra, como los rayos solares. La relacionaban con el dios Vucub Caquix (‘siete guacamayas’), el cual, según el Popol Vuh, se consideraba a sí mismo más importante que el sol y fue castigado por ello. Según la tradición, otra de sus deidades, Kinich Kakmó (traducido como ‘Guacamaya de fuego del ojo solar’), bajaba tomando la forma de un guacamayo rojo a un templo homónino dedicado a él en la ciudad de Izamal, a quemar las ofrendas de los hombres, cuyo humo se elevaba al cielo simbolizando las súplicas de la gente. Se le relacionaba entonces con el fuego solar, que representa tanto la energía que permite la vida en la Tierra como aquella que causa la muerte si se presenta en exceso. El rojo de su plumaje representaba los rayos del sol, el amarillo el sol como tal y el azul el cielo. Se acudía a esta deidad para buscar el remedio de algún problema, como pestes o sequías, principalmente porque también se consideraba que dicha deidad era la que las originaba. Una imagen suya aparece en el Códice Dresde, con cabeza de guacamaya y cuerpo humano, sosteniendo en cada brazo una antorcha, símbolos de sequía y destrucción. Sin embargo, el fuego también representaba el principio del cambio y el medio de comunicación con los dioses, por lo que la relación del guacamayo con estos elementos no es exclusivamente negativa ni positiva. Igual de importante fue su vinculación con la temporalidad, lo que implica su relación con el estado del tiempo, las condiciones climáticas y la sucesión del día y la noche, proveniente de su comportamiento rítmico con grandes picos de actividad en la mañana —al salir el sol— y en la tarde —al ponerse—. Esto era de gran importancia en las civilizaciones antiguas por su dependencia a los factores temporales para asegurar su subsistencia a través de la agricultura.
En el imperio azteca, las plumas de guacamaya roja, como las de otras aves como los quetzales, colibríes y zanates, eran muy apreciadas y se utilizaban para fines decorativos y en el arte plumario, por ejemplo, en penachos y escudos. Aunque casi no sobreviven objetos de este tipo debido a su frágil naturaleza, es fácil comprobarlo en documentos como la Matrícula de Tributos y el Códice Mendoza. Esta especie era buscada principalmente por sus plumas rojas —particularmente las largas plumas de la cola, llamadas cuecalin (‘llama’)—, que eran enviadas como tributo al imperio desde las antiguas provincias de Tochtepec y Soconusco, así como del poblado huasteco de Cuextlan. Otra posible fuente de plumas de esta y las demás especies eran los aviarios; por ejemplo, la llamada Casa de las Aves de Moctezuma, donde se mantenía a varias especies de aves para su contemplación y para obtener precisamente sus plumas. A pesar de esto, el principal motivo por el que se domesticó estas aves fue con propósitos religiosos. Además del uso de sus plumas con motivos ceremoniales, también se sacrificaban ejemplares debido a su fuerte vínculo con la religión. Al ser relacionada con el sol y el fuego, se consideraba que encarnaban a Xiuhtecuhtli, el dios del fuego y el calor. Una prueba de este vínculo religioso está en el juego de pelota mesoamericano —relacionado con el culto al sol—, pues los aros de algunas canchas, como las de Xochicalco, Piedras Negras y Copán, tienen la forma de la cabeza de una guacamaya. Igualmente sobresale su presencia en los códices, como una de las trece aves que representaban las trece estaciones del cielo y las trece horas del día. Las guacamayas ocupaban la posición once, lo que las vinculaba al sol y el fuego. También se incluyen en los tonalámatl (‘libros de la vida’: guías para los sacerdotes, magos y hechiceros) de Aubin, Borbónico y Borgia. De la misma forma, se les relacionaba con Arara, dios de la riqueza.

### Era moderna

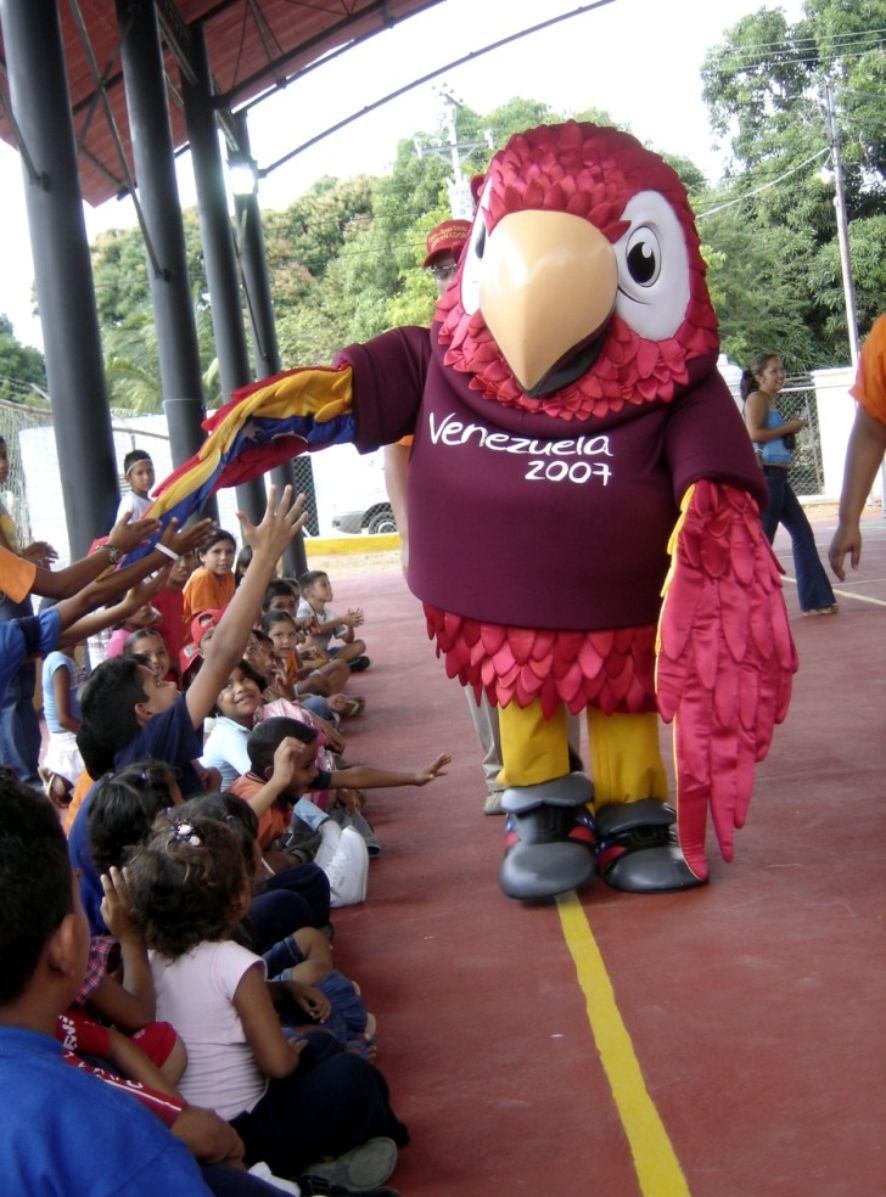
Guaky, la mascota oficial de la Copa América 2007, es un guacamayo macao.

A partir del siglo XVI, a raíz de la Conquista de América, apareció el interés europeo por capturar varias especies de psitácidas, incluida esta. El tráfico de esta y otras especies fue creciendo dada su popularidad como mascotas, haciendo que el guacamayo rojo comenzara a desaparecer de su hábitat en algunas regiones a partir del siglo XIX. Su gran valor en el mercado negro, que puede llegar a ser de varios miles de dólares, hace que frecuentemente sea una actividad más rentable para los pobladores locales que la agricultura, la tala de maderas preciosas o incluso el narcotráfico. Esta es una de las principales razones que han contribuido a su desaparición. De hecho, la popularidad de varias especies de guacamayas es tal que estos animales se han convertido en los más cotizados en el mercado de mascotas, y han superado incluso a los felinos y a los primates.

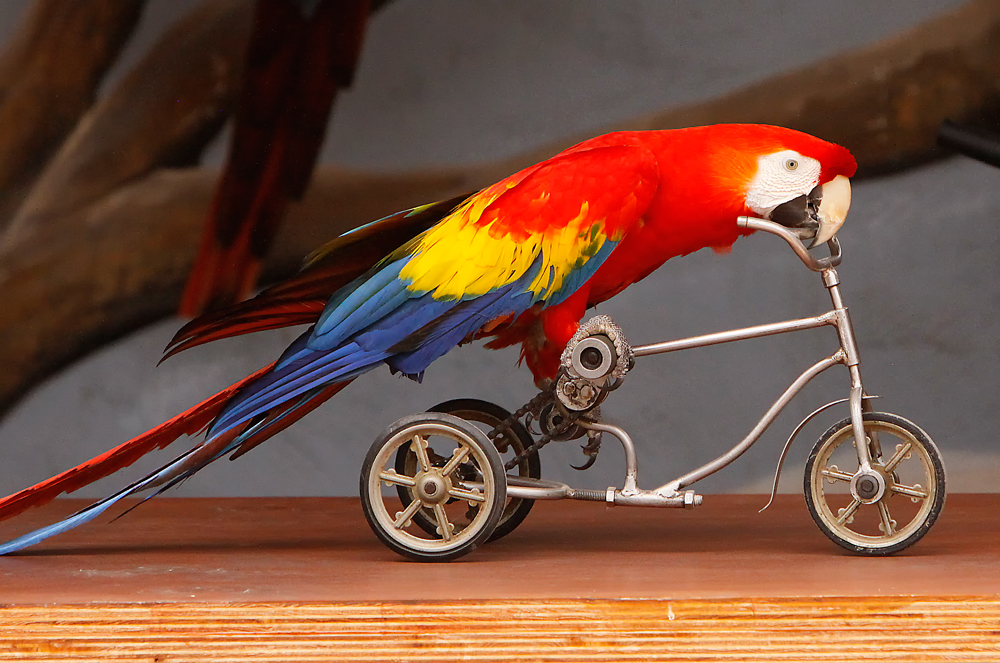
Es un animal con una gran capacidad de aprendizaje, popular para espectáculos de entretenimiento en zoológicos y parques de diversiones.

Algunos factores que hacen del guacamayo una mascota muy atractiva son su comportamiento sociable, su colorido plumaje y su capacidad de aprender a imitar palabras, aunque cabe destacar que esta no es una de las especies de guacamayas que mejor desarrollen esta habilidad. Además, hay que recalcar que al «hablar» en realidad no comprenden el significado de lo que dicen: a lo mucho relacionan el sonido con algún objeto o evento, pero nunca a través de un proceso de razonamiento. De todas formas, en términos generales es un ave muy inteligente, con la capacidad de aprendizaje similar a la de un niño de entre cinco y siete años.
Por otro lado, debido precisamente a que es altamente social, además de que necesita mucho espacio para ejercitarse, es bulliciosa y tiene pico y garras fuertes que son capaces de dañar objetos e incluso lastimar a las personas, no es ideal para vivir como mascota, aunque sí lo puede hacer, preferiblemente en compañía de otras aves y sobre todo de su misma especie, en aviarios y zoológicos adecuados. De hecho, es un ave fácil de criar incluso para avicultores con poca experiencia, y hoy en día es una de las especies más comunes para la cría en cautiverio alrededor del mundo. También, debido a su naturaleza curiosa y a su excelente capacidad para aprender trucos, es un ave muy común en exhibiciones de zoológicos y parques de diversiones.
En 1993, el guacamayo rojo fue nominado a símbolo de la fauna de Honduras y declarada como el ave nacional de esta nación, según el decreto ejecutivo n.º 36-93 emitido por el Congreso Nacional hondureño. También se eligió esta ave como la mascota de la Copa América 2007 celebrada en Venezuela, la cual es representativa de este país al portar los tres colores de su bandera nacional en el plumaje. El nombre que se le dio a dicha mascota fue «Guaky», la cual vestía la camiseta color vinotinto de la selección de fútbol de ese país, así como ocho estrellas en sus alas, para resaltar la alusión a la bandera venezolana. Más recientemente, el guacamayo bandera empezó a ser acuñada en la cara de las monedas de 200 pesos colombianos que empezaron a circular en ese país desde 2012.